# Предпосылки Февральской революции 1917 года
Предпосылки Февральской революции 1917 года в России — сложный комплекс взаимосвязанных внутренних и внешних экономических, политических, социальных и культурных процессов, приведших к Февральской революции 1917 года в России. Некоторые из предпосылок были сформулированы ещё до начала Первой мировой войны в так называемой записке Дурново, философском сборнике «Вехи» и др.

## Экономическая ситуация накануне революции

### Уровень жизни и социальное страхование рабочих накануне Февральской революции
Данные по военной инфляции (по росту цен и зарплат в 1914—1917 гг.) в разных источниках сильно (в 1,5—2 раза) различаются, так же как и данные по абсолютным величинам средних зарплат по Российской империи в целом или на отдельных заводах к февралю-марту 1917 года — от 112 руб. в месяц в среднем по России и 163,3 р. в месяц в металлообрабатывающей промышленности до 160—400 руб. в месяц (в зависимости от разряда рабочих, на Обуховском заводе) — однако точно известен прожиточный минимум, рассчитанный в феврале 1917 г. на Обуховском заводе в Петрограде (оборонный завод Морского ведомства): «В феврале 1917 г. по распоряжению Морского ведомства среди рабочих было проведено анкетирование о минимальном бюджете рабочей семьи. Анализ этих анкет определил среднюю стоимость содержания семейства из трёх человек в 169 руб. (в месяц), из которых 29 руб. шли на жильё, 42 руб. — на одежду и обувь, остальные 98 руб. — на питание». При этом на Обуховском заводе низшая месячная зарплата (последний разряд) была 160 руб., все остальные рабочие получали от 225 до 400 руб. в месяц, при средней зарплате около 300 руб.. По тем же источникам, месячные зарплаты с начала войны по февраль 1917 года выросли: на Обуховском заводе более чем в 4 раза (месячная зарплата в середине 1914 года была около 71 руб.), то есть полностью компенсировали рост цен; в среднем по России зарплаты рабочих с начала войны выросли в 2,5 — 3 раза (то есть не полностью компенсировали рост цен).
Известно также, что налоги, которые платили рабочие (и вообще люди наёмного труда) в России при Николае II (вплоть до его отречения в марте 1917 года), были самыми низкими среди всех развитых стран, как по абсолютной величине, так и (в меньшей степени) в процентах от зарплаты: «Прямые налоги на 1 жителя в России составляли 3 руб. 11 коп., а косвенные — 5 руб. 98 коп. Во Франции они составляли, соответственно, (в пересчёте) 12,25 и 10 рублей; В Германии — 12,97 и 9,64 рубля; в Англии — 26,75 и 15,86 рубля». В процентах от дохода на 1 жителя общая сумма налогов составляла: во Франции 6,5 %, в Германии 7,7 %, в Англии 13,7 % (по данным С. Н. Прокоповича на 1913 г). В России в 1913 г. при средней зарплате рабочих 300 руб. общая доля налогов составляла менее 4 %, а в 1916 г. при средней зарплате 492 руб. — менее 2 %. В процентах от дохода на 1 жителя России (по С. Н. Прокоповичу) — 7,2 %, что сопоставимо с Германией и Францией, и примерно в 2 раза меньше, чем в Англии.
Социальное страхование рабочих в России после 1912 (и до 1917) года было не хуже, чем в Европе и США. Согласно данным д. и. н. М. А. Фельдмана(с.45), к 1914 году рабочие казённых фабрик получили и право на государственную пенсию за выслугу лет («за долговременную беспорочную службу». При этом всего пенсию по старости во всей России получало 836 бывших рабочих (там же). Фактически, это была подачка, призванная загасить борьбу рабочих, привязать их к заводу — ведь само положение «о беспорочной службе» давало широкий простор для его толкования, так что проработать 35 лет без замечаний и штрафов было практически невозможно. Кроме того, непрерывный стаж трудно было получить ввиду регулярных увольнений в периоды кризисов). Рабочие отдельных отраслей (горнозаводской) и отдельных заводов были обеспечены государственным социальным страхованием и задолго до 1912 года. Закон о социальном страховании 1912 года распространялся и на рабочих частных предприятий (по страхованию несчастных случаев и по болезни), и они могли получать социальное страхование (и до 1912 года) ещё и через т. н. эмеритуры (2/3 которых обеспечивали хозяева предприятия), в том числе и пенсии за выслугу лет. Согласно опубликованным в 1923 году данным «Архива истории труда в России» пенсии у рабочих городской железной дороги Петрограда в начале 1917 г. очень сильно различались — в пределах от 300 до 3000 р. (и более) в год (то есть от 25 до 250р. в месяц), в 1917 году они были повышены: минимальные на 75 %, максимальные на 25 %. При этом необходимо отметить, что довоенный прожиточный минимум в Петрограде был на уровне 25 рублей, повышение же цен почти в 4 раза означало, что уровень минимальной пенсии был в 4 раза меньше прожиточного минимума. Там же («Архив истории труда в России», с. 135) указано, что семьям рабочих, призванных на военную службу, сохранялось содержание, в зависимости от семейного положения: семьям с детьми — 100 % содержания, бездетным — от 75 до 50 %. При этом пенсии рабочим Петроградской городской железной дороги выплачивались из пенсионной кассы, наполнение которой производилось в том числе из взносов рабочих и служащих дороги. Даже эти незначительные улучшения в жизни дореволюционных рабочих были вырваны ими в результате десятилетий рабочей борьбы, путем стачек, забастовок и восстаний, сурово подавляемых царской властью (путем телесных наказаний, бессудных массовых расстрелов, военно-полевых судов и ссылок на каторгу).
17 октября началась массовая стихийная забастовка рабочих Выборгского района Петрограда. Они направились к казармам, где размещались солдаты 181-го полка, и часть солдат присоединилась к рабочим (правда, они не имели оружия). Бунтовщики были разогнаны полицией и войсками, 130 солдат было арестовано. Однако забастовка продолжалась ещё несколько дней, и число бастующих достигло 75 тыс. [Лейберов, Рудаченко, с. 45].
В. П. Полеванов, исследуя покупательную способность средних зарплат трудящихся в царской России (1913 г.) и в СССР, также пришёл к выводу, что уровень 1913 года был вновь достигнут только в конце 1950-х годов. После провала в Гражданскую войну потребление граждан достигло максимума в конце НЭПа (в 1927 г.), но затем неуклонно снижалось. В 1940 г. покупательная способность средней зарплаты в СССР была уже в 1.5 раза ниже, чем в 1913 году, достигнув в 1947 абсолютного минимума (в 2.5 раза ниже, чем в 1913), и только в 1950-е годы вновь вышла на дореволюционный уровень. В 1928 году в СССР введены пенсии по старости для части отраслей промышленности, а в 1932 году они были распространены на всех рабочих и служащих. Согласно положению о пенсиях, размер пенсии по старости составлял половину от среднемесячного заработка за последний год.
В царской России во время Первой мировой войны не вводилась карточная система на продукты (кроме как на сахар, с августа 1916 года). Известно, что 10 октября 1916 года в Особом совещании по продовольственному вопросу был выдвинут проект введения карточной системы, но он не был принят. Хотя к этому времени в некоторых городах уже существовали свои карточки, но продажа продуктов по ним осуществлялась в небольших размерах и была лишь дополнением к свободному рынку. В то же время во всех других воюющих странах карточная система на продукты питания была всеобъемлющей (особенно тяжёлое положение с продуктами с/х было в Германии).

### Военная инфляция
| Военная инфляция 1914—1916 | Военная инфляция 1914—1916 | Военная инфляция 1914—1916          | Военная инфляция 1914—1916 | Военная инфляция 1914—1916 | Военная инфляция 1914—1916       |
| Период                     | Период                     | Денежная масса в обращении, млн руб | Рост денежной массы, %     | Рост цен, %                | Соотношение цен к денежной массе |
| -------------------------- | -------------------------- | ----------------------------------- | -------------------------- | -------------------------- | -------------------------------- |
| 1914                       | 1-я половина               | 2370                                | 100                        | 100                        | 0,00                             |
| 1914                       | 2-я половина               | 2520                                | 106                        | 101                        | −1,05                            |
| 1915                       | 1-я половина               | 3472                                | 146                        | 115                        | −1,27                            |
| 1915                       | 2-я половина               | 4725                                | 199                        | 141                        | −1,41                            |
| 1916                       | 1-я половина               | 6157                                | 259                        | 238                        | −1,08                            |
| 1916                       | 2-я половина               | 7972                                | 336                        | 398                        | +1,18                            |

С началом Первой мировой войны необходимость финансировать огромные военные расходы подтолкнула царское правительство увеличить выпуск кредитных билетов и увеличить государственный долг за счёт внутренних и внешних займов. В 1914 году в стране запрещается обмен бумажных денег на золото. Вводится «сухой закон», прекративший поступление госдоходов от водочной монополии. В то же время увеличиваются прямые налоги на землю, городскую недвижимость и промышленность.
Вследствие этого, с началом войны России пришлось столкнуться с военной гиперинфляцией — раздутием денежной массы. С подобным явлением пришлось, впрочем, столкнуться всем воюющим державам. По подсчётам А. Гурьева, к весне 1917 года количество бумажных денег в обращении увеличилось во Франции на 100 %, в Германии — на 200 %, а в России — на 600 %.
По данным, которые приводит Ричард Пайпс, к началу 1917 года цены по сравнению с довоенными выросли в среднем в 3,98 раза. По заявлению министра финансов России П. Барка, сделанному 25 января 1917 на Петроградской конференции Антанты, «цены в России поднялись в 4-5 раз». По данным департамента полиции, составленным в октябре 1916 года, за предшествующие два года заработные платы увеличились в среднем на 100 %, тогда как цены на товары первой необходимости — на 300 %. Резюмируя оценки уровня инфляции из разных источников, Ричард Пайпс подытоживает, что к началу 1917 года уровень зарплаты рабочего вырос в среднем вдвое, при том что цены выросли в среднем в четыре раза.
По данным исследователя А. М. Маркевича, реальная заработная плата рабочих Московского металлического завода за период 1912/1913 — 1917 уменьшилась с 40,29 рублей в месяц до 26,70 рублей в месяц (тогда как номинальная заработная плата увеличилась с 40,29 руб. до 206,92 руб.) В среднем по Москве реальная заработная плата рабочих за период 1913—1917 уменьшилась с 27,1 руб/мес до 19,8 руб/мес (при росте номинальной с 27,1 до 153), в среднем по России реальная заработная плата рабочих также уменьшилась с 22 до 16,6 рублей в месяц при росте номинальной с 22 до 112.

### Влияние войны на рынок труда
Война потребовала массовой мобилизации, и к 1 марта 1917 в армию было мобилизовано 14,9 млн человек. Это привело к нехватке рабочих рук в деревнях, незначительному, на 7,6 % (не считая сокращения посевных площадей, оказавшихся в оккупации) сокращению посевных площадей и массовому переходу от более трудоёмких (пенька, свёкла, бобовые) к менее трудоёмким культурам (лён, хлопок). В результате в семи губерниях Нечерноземья без работников-мужчин осталось 33 % хозяйств, арендная плата упала с 41 % от урожая в 1914 году до 15 % в 1916 году. Резко возросла оплата труда батраков (в Тамбовской губернии — на 60—70 %).
С другой стороны, частично компенсировать нехватку рабочих рук удалось благодаря отмеченному выше массовому переходу к менее трудоёмким культурам, а также массовому привлечению военнопленных к полевым работам. В 1915 году правительство распределило на работы среди сельских производителей до 266 тыс. военнопленных, в 1916 году — до полумиллиона.
4 марта 1916 года в связи с нехваткой рабочей силы Главное управление Генерального штаба выпустило директиву, призывавшую к тому, чтобы «ни один военнопленный, сколько-нибудь трудоспособный не оставался в лагере без назначения, и все были отданы сельским хозяйствам». По имеющимся данным, в Екатеринбургской губернии на май 1916 года было занято 50 611 военнопленных, из них 34 194 на фабричных и заводских работах, 5731 на «казённых», 5 060 на сельскохозяйственных, 4145 на железнодорожных, 913 на городских и земских, 568 на прочих.
По состоянию на 1 (14) сентября 1915 года на сельскохозяйственных работах было занято 295 тыс. военнопленных, на 1 (14) мая 1916 в целом к работам было привлечено 808 140 военнопленных, из них к сельскохозяйственным работам — 460 935 человек.
Отмечается также привлечение на полевые работы до 250 тыс. беженцев.

### Влияние войны на продовольственную ситуацию
Подробная хронология введения карточной системы распределения продуктов в России во время Первой мировой войны описана в 1923 г. С. Г. Струмилиным (в то время заведующий отделом статистики Наркомтруда и ВЦПС и профессор МГУ): «В Москве начали распределять по карточкам сахар — с 16 августа 1916 г., но лишь с момента революции, с марта 1917 г. начались выдачи хлеба по карточной системе. С июня 1917 г. карточки распространились на крупы, в июле — на мясо, в августе — на коровье масло, в сентябре — для яиц, в октябре — на растительные масла, в ноябре и декабре — на кондитерские изделия и на чай. Аналогичную картину наблюдаем мы в Петрограде и в других городах. До мая 1917 г. твёрдые цены на все эти продукты были всего на 20 % ниже рыночных».
За время войны было мобилизовано 2 760 000 лошадей, что, однако, сильно не изменило общей численности лошадей в стране. Если по довоенной переписи 1912 года в России насчитывалось 32,8 млн лошадей, то по сельскохозяйственной переписи 1916 г. — 33,5 млн. Благодаря увеличившимся доходам сельского населения, быстро развивалось животноводство, так что, несмотря на огромные потребности армии, число коров за время войны уменьшилось лишь на 5 %, в то время как число свиней выросло.
Урожай зерновых хлебов в 1916 году дал 444 млн пудов излишка, и, кроме того, запасы прошлых лет исчислялись до 500 млн пудов. Мясного скота, а также картофеля и овощей в стране было достаточно, не хватало лишь жиров и сахара. Однако эти запасы находились в отдалённых областях империи, откуда при нехватке подвижного состава на железных дорогах их нелегко было вывезти.
Исследователь С. А. Нефёдов оценивает хлебный баланс в 1914—1917 следующим образом (без учёта оккупированных территорий):
| Статья                            | 1914/15 | 1915/16 | 1916/17 |
| --------------------------------- | ------- | ------- | ------- |
| Посевная площадь (млн. дес.)      | 85,7    | 82,4    | 75,9    |
| Высев (млн. пуд)                  | 728     | 700     | 645     |
| Сбор (млн. пуд)                   | 4660    | 4800    | 3968    |
| Чистый остаток (млн. пуд)         | 3932    | 4100    | 3323    |
| Потребление армии (млн. пуд)      | 317     | 598     | 486     |
| Вывоз (млн. пуд)                  | 33      | 42      | 3       |
| Винокурение (млн. пуд)            | 22      | 10      | 10      |
| Остаток (млн. пуд)                | 3560    | 3449    | 2824    |
| Население (млн.)                  | 162,0   | 141,4   | 143,6   |
| Армия (млн.)                      | 6,5     | 11,6    | 14,7    |
| Беженцы (млн.)                    | 0,0     | 10,0    | 10,0    |
| Потребители в тылу (млн.)         | 155,5   | 139,8   | 138,9   |
| Душевое потребление в тылу (пуд.) | 22,9    | 24,7    | 20,3    |

Таким образом, падение производства продовольствия имело место, однако было не настолько значительным, чтобы само по себе привести к голоду. Кроме того, благодаря урожаю 1915 года, самому большому за десятилетие, душевое потребление в тылу в 1915 году даже превзошло довоенное. Также падение производства было частично компенсировано запретом на винокурение и на экспорт хлеба.
Вместе с тем следует отметить, что сокращение посевных площадей отразилось на разных типах хозяйств неравномерно. Если составлявшие большинство экономики крестьянские общины сократили посевные площади незначительно, то частновладельческие хозяйства, принадлежавшие помещикам и богатым купцам и ориентированные в первую очередь на производство хлеба на рынок, пережили нехватку рабочих рук гораздо более болезненно и сократили посевные площади в среднем вдвое. Это привело к тому, что при общем незначительном падении производства его товарность снизилась гораздо сильнее.
Отмечается также резкое ухудшение ситуации с удобрениями в связи с прекращением импорта и остановкой отечественных заводов. Ухудшение качества обработки земли вследствие нехватки рабочих рук приводит к падению средней урожайности с 50 пудов на десятину в 1913 году до 45 пудов в 1917.
Экономист Н. Д. Кондратьев оценивал хлебный баланс за годы войны следующим образом: «если брать баланс не за каждый год, а вообще за время войны и по всем хлебам, говорить о недостатке хлебов в России за рассматриваемое время не приходится и нельзя: их более чем достаточно».
Г. И. Шигалин характеризует хлебные поставки за годы войны следующим образом:

В первый год войны продовольственные заготовки, несмотря на хаотичность их организации, прошли более или менее удачно. Задание по заготовке 231,5 млн пудов хлеба, предназначенного исключительно для удовлетворения нужд армии, было выполнено.
Во второй год войны продовольственные заготовки начались в условиях хорошего урожая. Нужно было заготовить 343 млн пудов хлеба, в том числе 92 % для нужд армии. Однако, несмотря на хороший урожай, хлеб поступал на рынок крайне слабо. Поэтому реквизиции оказались более частым явлением в тех районах, где заготовками ведали военные власти.
Третий год войны был наиболее трудным в продовольственном отношении. Сельскохозяйственное производство продолжало сокращаться, обмен между городом и деревней совершенно нарушился, бумажно-денежная эмиссия систематически возрастала, а курс рубля неуклонно понижался. В этих условиях рыночные цены на продукты питания неизбежно повышались, и соответственно увеличивался разрыв между твёрдыми и «вольными», то есть спекулятивными, ценами. Биржи свободно печатали бюллетени вольных цен, хотя государственная заготовка хлеба проходила крайне медленно.
Поэтому в декабре 1916 года правительство в лице нового министра земледелия (он же председатель Особого совещания по продовольствию) А. А. Риттиха вынуждено было пойти на крайнюю меру — введение обязательной поставки хлеба в казну по твёрдой цене согласно развёрстке. Развёрстку хлеба в количестве 772 млн пудов предполагалось произвести подворно. Но в результате неудовлетворительного учёта и сопротивления … развёрстка ощутительных результатов не дала.
— 
Исследователь Нефёдов С. А. более подробно оценивает запасы «главных хлебов» (учтённых запасов в элеваторах и на складах) в млн пудов в 1916 году следующим образом:
| Период | Период   | Запасы |
| ------ | -------- | ------ |
| 1915   | ноябрь   | 65     |
| 1915   | декабрь  | 47     |
| 1916   | январь   | 41     |
| 1916   | февраль  | 37     |
| 1916   | март     | 30     |
| 1916   | апрель   | 21     |
| 1916   | май      | 20     |
| 1916   | июнь     | 29     |
| 1916   | июль     | 29     |
| 1916   | август   | 21     |
| 1916   | сентябрь | 19     |
| 1916   | октябрь  | 16     |
| 1916   | ноябрь   | 16     |
| 1916   | декабрь  | 9      |

Таким образом, при том, что хлеб в целом в стране был, на склады он не пошёл, оставшись в деревнях. Запасы в 65 млн пудов, оставшиеся от 1915 года, не только не были восполнены, но, наоборот, резко уменьшились. В условиях военной гиперинфляции сельские производители начинают массово придерживать хлеб, ожидая ещё большего повышения цен; осенью 1916 года появляются слухи о будущем десятикратном повышении цен на хлеб. Ситуацию дополнительно усугубляет тот факт, что урожай 1916 года был несколько меньше урожая 1915 года.
Флоринский М. Т. так комментирует ситуацию с продовольствием:
| Различие в процессе, приведшем к крушению центральных держав, и процесса, сокрушившего Россию, поразительно. Россия испытывала му́ки не ввиду истощения её ресурсов, а из-за неспособности полностью использовать их. Но если объём её продовольственных запасов не был полностью истощен, как это имело место в Германии и Австро-Венгрии, остаётся всё же справедливым утверждение, что её промышленность была безнадёжно неадекватна поставленной задаче и что нехватка промышленных товаров вместе с недостаточной эффективностью железных дорог привела к страданиям городского населения во второй половине войны . |

### Проект продразвёрстки
Для того чтобы придать снабжению городов более стройную организацию, русское правительство в конце 1916 года начало переход к продразвёрстке по твёрдым ценам. Планировалось закупить до 772 млн пудов хлеба для снабжения армии, военных заводов и больших городов. Эта программа началась в декабре 1916 года и была завершена уже Временным правительством к июлю 1917 года, причём полным провалом — удалось собрать только 170 млн пудов. Выполнение программы в декабре 1916 — феврале 1917, при власти царского правительства, также было сорвано; закупки в среднем составили 20—30 % от плана. В октябре 1916 года план по закупкам выполнен на 35 %, в ноябре 1916 года — на 38 %, в декабре — на 52 %, в январе и феврале 1917 года план по снабжению гражданского городского населения был выполнен на 20 и 30 %, соответственно.
В декабре 1916 года царское правительство попыталось конфисковать хлеб из сельских «запасных магазинов», где крестьянские общины хранили запас на случай голода, но эта мера была отменена после вспышки столкновений с полицией.
В декабре 1916 года нормы для солдат на фронте были уменьшены с трёх фунтов хлеба в день до двух, в прифронтовой полосе — до полутора фунтов, обвалилось снабжение кавалерии и конной артиллерии овсом. В октябре 1916 г. армия (без Кавказского фронта) недополучила 45 % продовольственных грузов, в ноябре — 46,3 %, в декабре — 67,1 %, в январе 1917 г. — 50,4 %, в феврале — 57,7 %.
Царское правительство столкнулось со сложностями даже при распределении норм продразвёрстки на местах. В феврале 1917 года Родзянко М. В. сообщал Николаю II: «Предполагалось разверстать 772 млн пуд. Из них по 23 января было теоретически разверстано: 1) губернскими земствами 643 млн пуд., 2) уездными земствами 228 млн пуд. и, наконец, 3) волостями только 4 млн пуд… Эти цифры свидетельствуют о полном крахе развёрстки». На последнем заседании Думы 25 февраля 1917 года основной проводник развёрстки, последний царский министр земледелия Риттих А. А. предложил возложить развёрстку на местах на соответствующие органы земского самоуправления.
Введение продразвёрстки сопровождалось протестами против «твёрдых цен», которые деревня посчитала заниженными. 18 февраля (3 марта) 1917 года депутат Госдумы Шульгин В. В. так комментировал сложившуюся ситуацию:

Из огромной задачи, что было осуществлено у нас? Только одна мера — введение твёрдых цен на хлеб; гора военного социализма родила мышь, и даже не мышь, а зловредную хлебную крысу. Господа, кто истинные виновники этих несчастных твёрдых цен, сейчас судить трудно. В твёрдых ценах повинны мы все, потому что ведь некоторые из нас, даже многие из нас — аграрии, а аграрии — это известно, что за порода людей. Рабочие, приказчики, люди свободных профессий могут быть и патриотами и разумными, и честными, и совестливыми. Но аграрии — нет, ни в коем случае. Аграриям что нужно? Полтинник на пуд — и больше ничего.

### Другие воюющие державы
С аналогичными процессами пришлось столкнуться, в большей или меньшей степени, всем воюющим державам. Так, посевные площади в Германии сократились к 1917 году на 16 %, во Франции — на 30 %, в Британии — наоборот, увеличились на 12,8 %. Троцкий Л. Д. в своей работе «Моя жизнь» упоминает, что во время возвращения в Россию весной 1917 года в Швеции его сильнее всего удивили хлебные карточки, с которыми ему никогда ранее сталкиваться не приходилось.
Положение германской экономики особо усугубляется британской морской блокадой; уже в 1914—1915 годах Германия вводит продразвёрстку, государственную хлебную и картофельную монополию. Особенностью Германии становится широкое распространение разнообразных суррогатов продовольствия (эрзац). К концу войны насчитывается 511 эрзацев кофе, 337 эрзацев колбас, общее количество суррогатов доходит до 10 625. Зима 1916/1917 годов входит в историю Германии как «брюквенная зима». Кроме того, пропагандисты начинают продвигать жареное воронье мясо в качестве эрзаца курятины.
Во Франции государственное вмешательство в распределение продовольствия начинается в 1915 году, а в 1917 году вводится государственная хлебная монополия, карточки на сахар, потребление мяса принудительно ограничивается тремя днями в неделю.
Относительно лучшим было положение Британии, опиравшейся на ресурсы своих колоний, а также США. Благодаря поставкам продовольствия из США, Канады и Австралии, Британии удалось избежать кризиса, причём на морских путях в Атлантике развернулась ожесточённая борьба с Германией, стремившейся перерезать британские коммуникации. В целях борьбы с нехваткой рабочих рук британское правительство разрешает использование на полевых работах женщин и солдат тылового ополчения.

### Железные дороги
Железнодорожная статистика конца XIX века, по данным энциклопедии Брокгауза и Евфрона:
| Страна                                  | Год  | Ж/д итого, вёрст | На 1 тыс. кв. вёрст | На 1 млн жит. |
| --------------------------------------- | ---- | ---------------- | ------------------- | ------------- |
| Австро-Венгрия с Боснией и Герцоговиной | 1896 | 28 834           | 47,9                | 672,1         |
| Бельгия                                 | 1895 | 4284             | 165,4               | 659,1         |
| Великобритания и Ирландия               | 1896 | 32 107           | 116,5               | 842,7         |
| Британская Индия                        | 1897 | 30 769           | 8,7                 | 107,2         |
| Канада                                  | 1896 | 24 728           | 3,1                 | 515,2         |
| Германия                                | 1896 | 42 972           | 90,4                | 821,6         |
| Греция                                  | 1897 | 892              | 15,7                | 371,7         |
| Голландия                               | 1896 | 2564             | 89,0                | 523,3         |
| Дания                                   | 1896 | 2164             | 62,2                | 983,6         |
| Испания                                 | 1896 | 11 509           | 25,6                | 653,9         |
| Италия                                  | 1895 | 14 456           | 57,4                | 461,9         |
| Португалия                              | 1896 | 2193             | 26,4                | 438,6         |
| Россия Европейская                      | 1898 | 37 649           | 7,7                 | 333,1         |
| Россия Азиатская                        | 1898 | 3533             | 0,2                 | 271,7         |
| Финляндия                               | 1897 | 2363             | 7,2                 | 944,8         |
| Румыния                                 | 1897 | 2763             | 27,4                | 476,4         |
| Сербия                                  | 1896 | 534              | 12,3                | 232,2         |
| Турция Европейская                      | 1897 | 1578             | 11,0                | 277,0         |
| Турция Азиатская                        | 1897 | 2257             | 1,5                 | 132,0         |
| Болгария                                | 1897 | 905              | 10,5                | 274,2         |
| Египет                                  | 1897 | 1833             | 2,0                 | 189,0         |
| Швейцария                               | 1896 | 3548             | 97,5                | 1182,7        |
| Швеция                                  | 1896 | 9273             | 23,6                | 1892,5        |
| Норвегия                                | 1896 | 1643             | 5,8                 | 821,5         |
| Франция                                 | 1896 | 39 563           | 85,1                | 1027,6        |
| Алжир                                   | 1897 | 3253             | 7,7                 | 757,7         |
| САСШ                                    | 1896 | 275 810          | 34,6                | 4379,3        |

Из приведённых цифр видно, что на начало XX века Российская империя располагала железнодорожной сетью, в абсолютных цифрах соответствующей уровню ведущих европейских держав. Железные дороги при этом распределялись крайне неравномерно: в Европейской части России находилось до 87 % их общей протяжённости.
В то же время в относительных цифрах существовал резкий разрыв. Фактически, уровень развития в удельных показателях соответствовал уровню Британской Индии, Канады, Турции, Сербии и Алжира, сильно отставая от Германии, Великобритании и Ирландии, Франции. Столь же впечатляющим был отрыв как России, так и всей Европы от США; на тот момент в США находилась примерно половина вообще всех железных дорог в мире, а отрыв от Европейской части России в абсолютных цифрах был семикратным, по протяжённости на 1 млн жителей — тринадцатикратным.
Благодаря бурному железнодорожному строительству России удалось увеличить к 1914—1917 годам свою железнодорожную сеть примерно в два раза, выйдя на второе место в мире по общей протяжённости и сократив разрыв с США в абсолютных цифрах с семикратного до пятикратного, в относительных на душу населения — с тринадцатикратного до восьмикратного.
Российская империя на начало Первой мировой войны располагала железнодорожной сетью общей протяжённостью в 81 тыс. км (на 1917 год). В 1914 году подвижной состав российских железных дорог составлял 21 857 паровозов, 567 274 товарных вагонов и 20 868 пассажирских вагонов. С другой стороны, общая протяжённость железных дорог Российской империи уступала США в пять раз. По протяжённости железных дорог на 100 км² территории показатели России соответствовали средним показателям Британской и Французской империй (вместе с колониями), но в то же время уступали западноевропейским метрополиям в 20—50 раз, по длине дорог на 10 тыс. жителей Россия уступала США в 8 раз. Кроме того, если в Европе и США двухколейные железные дороги составляли от 40 до 60 %, в Российской империи на 1914 год — всего лишь 27 %. По ситуации на 1914 год русские железные дороги могли подвозить к границе 211 поездов в сутки, дороги противника — 530.
По протяжённости железных дорог на 100 км² территории показатели России (0,38 км) были несколько меньше таковых для территорий со схожими транспортными потребностями. Так, в Канаде протяжённость железных дорог на 100 км² территории составляла 0,57, в Австралии — 0,41 км. В 1913 г. средняя грузовместимость товарного вагона в США составляла 35 тонн, в России — 15 тонн, в Германии — 14 тонн, во Франции и Австро-Венгрии — только 13 тонн.
С началом войны резко возрастает объём военных перевозок, что дополнительно ухудшает снабжение больших городов. За 1914—1916 годы интенсивность перевозок возрастает на треть. Зимой 1916/1917 годов, кроме того, по докладу А. А. Риттиха, до 5700 вагонов застревают в пути из-за снегопадов. Французский посол Морис Палеолог в своих воспоминаниях отмечает, что в феврале 1917 года «сильные морозы … вывели из строя — вследствие того, что полопались трубы паровиков — более тысячи двухсот локомотивов, а запасных труб, вследствие забастовок, не хватает. Кроме того, в последние недели выпал исключительно обильный снег, а в деревнях нет рабочих для очистки путей. В результате 5700 вагонов в настоящее время застряли».
Из крупных городов наиболее трудное положение складывается в Петрограде, географически удалённом от основных районов — производителей хлеба и угля. Кроме того, с началом войны Германия блокирует Балтийское море, а Турция — черноморские проливы. Становится затруднённым импорт в Петроград угля из Англии. Вплоть до начала войны весь промышленный район, прилегавший к Петрограду, использовал дешёвый кардиффский уголь, после 1914 был вынужден перейти на уголь Донбасса.
Слабым местом становится нехватка стратегических железных дорог. Основными морскими портами становятся Владивосток, замерзающий с ноября по март Архангельск и Мурманск. Российская империя построила Транссибирскую железную дорогу, однако Владивосток был слишком далеко, чтобы повлиять на снабжение больших городов. Головин Н. Н. в своей работе «Военные усилия России в Мировой войне» отмечает, что «после выступления Турции [и блокады ею черноморских проливов] Россия уподобилась заколоченному дому, в который можно было проникнуть только через дымовую трубу. В каком тяжёлом положении оказалась Россия после объявления войны Турцией, наглядно показывают следующие цифры: с осени 1914 г. наш вывоз падает сразу на 98 %, а ввоз на 95 %. Таким образом, Россия оказалась „блокированной“ в большей степени, нежели Германия. Могут быть сделаны упрёки русскому правительству, не предвидевшему в мирное время лёгкости блокады России и не приступившему раньше к перешивке Архангельской железной дороги, развитию движения по Сибирскому пути и к постройке Мурманской линии, но на это требовались опять-таки деньги».
Царское правительство, как и его союзники по Антанте и Центральные державы, осознавало неадекватный уровень развития российских железных дорог. Из-за больших расстояний, по оценке германских экспертов на начало войны, русскому призывнику предстояло преодолеть в среднем 900—1000 км до места назначения, тогда как в Западной Европе эта цифра составляла в среднем 200—300 км. Согласно расчётам германского плана Шлиффена, Россия проведёт мобилизацию, с учётом этих сложностей, за 110 дней, в то время как Германия — всего за 15 дней. Эти расчёты были хорошо известны самой России и французским союзникам; Франция согласилась финансировать модернизацию российского железнодорожного сообщения с фронтом. Кроме того, в 1913 году Россия приняла «Большую военную программу по усилению армии», рассчитанную на срок до 1917 года, которая должна была сократить срок мобилизации до 18 дней. Кроме того, предполагалось увеличение армии на 39 % и значительное усиление артиллерии. К началу войны многие из этих планов ещё не были реализованы. По некоторым оценкам, начало реализации этой программы подтолкнуло Германию к началу войны из опасений, что в случае, если она будет доведена до конца, «русские окажутся в Берлине раньше, чем немцы в Петербурге».
Также в начале войны модернизируется устаревшая одноколейная дорога Архангельск — Вологда, и в 1915—1917 годах спешно строится железная дорога до Мурманска. Она открылась только в начале 1917 года и никак не успела повлиять на снабжение. Первыми её пассажирами стали делегаты союзников, прибывшие на Петроградскую конференцию.
Одной из проблем становится нарастание изношенности локомотивов, количество которых к 1917 году уменьшается с 20 071 до 9021. В таких условиях важным становится импорт новых локомотивов, однако они застревают на складах Владивостока, Мурманска и Архангельска. С другой стороны, по данным Сечина А. С., количество паровозов на сети железных дорог составило 1 июля 1916 г. 19 684, 1 июля 1917 г. — 20 774.

### Ситуация с продовольствием в Петрограде
Вследствие невыполнения плана государственных закупок (в январе-феврале 1917 года выполнены на 20—30 %) положение Петрограда зимой 1916/1917 годов обостряется. Ситуацию усугубляют также обильные снегопады и доходившие до 30 градусов морозы, вследствие которых до 5700 вагонов застряли, а из 450 вагонов, необходимых для подвоза продовольствия в Петроград ежедневно, в феврале подавалось в среднем 116.
Французский посол в Петрограде Морис Палеолог так комментирует эту ситуацию (запись за 6 марта по новому стилю):

Петроград терпит недостаток в хлебе и дровах, народ страдает.
Сегодня утром у булочной на Литейном я был поражен злым выражением, которое я читал на лицах всех бедных людей, стоявших в хвосте, из которых большинство провело там всю ночь.
Покровский, с которым я говорил об этом, не скрыл от меня своего беспокойства. Но что делать? Железнодорожный кризис, действительно, ухудшился. Сильные морозы, которые держатся во всей России, вывели из строя, — вследствие того, что полопались трубы паровиков, — более тысячи двухсот локомотивов, а запасных труб, вследствие забастовок, не хватает. Кроме того, в последние недели выпал исключительно обильный снег, а в деревнях нет рабочих для очистки путей. В результате — 5700 вагонов в настоящее время застряли.
С 15 января 1917 по 25 февраля запасы муки в Петрограде уменьшились с 1426 тыс. пудов до 500 тыс. пудов, что при экономном расходовании могло обеспечить столичное население недели на полторы и даже больше. Тем не менее затруднения в подвозе крайне нервировали власти и население. По донесениям командующего Петроградским военным округом генерала Хабалова, в Петрограде на 25 февраля были запасы муки на 9 тыс. тонн (562,5 тыс. пудов). Ряд консервативных источников оценивают такие запасы как «достаточные», по расчётам самого генерала Хабалова, имеющейся муки при отпуске в день 40 тыс. пудов должно было хватить на 10—12 дней. Различные данные о запасах муки в Петрограде на 25 февраля 1917 колеблются в пределах от 309 тыс. до 562,5 тыс. пудов, а оценки времени, на сколько бы этих запасов хватило, — от 3—4 дней до 10—12.
По заявлению самого генерала Хабалова,

Недостатка хлеба в продаже не должно быть. Если же в некоторых лавках хлеба иным не хватило, то потому, что многие, опасаясь недостатка хлеба, покупали его в запас, на сухари. Ржаная мука имеется в Петрограде в достаточном количестве. Подвоз этой муки идёт непрерывно.
Кроме городских запасов, мука имелась в пекарнях ещё на несколько дней, но лавочники её припрятывали. Военные запасы в счёт не шли, и в крайнем случае можно было и ими воспользоваться. По мнению последнего градоначальника Петрограда А. П. Балка, продовольственный вопрос, по причине неполного количества доставляемой ежедневно в столицу муки, хотя и был немного обострён, но не представлял причин для беспокойства. С началом революции Балк А. П. докладывает департаменту полиции, что «если бы с данного момента Петроград оказался бы в осадном положении и в столицу не было подаваемо ни одного вагона с продуктами, то жители могли бы оставаться на прежнем продовольственном пайке в течение 22 дней».
С другой стороны, британский посол в Петрограде Дж. Бьюкенен в своих мемуарах так описывает свою беседу с Николаем II 29 января 1917 года:

Единственные вопросы, на которые я обратил его внимание, были продовольственный кризис и численность русской армии. По первому вопросу я сказал ему, что, согласно моим сведениям, запасы продовольствия в некоторых губерниях настолько скудны, что, как ожидают, снабжение прекратится через две недели. Причиной такого сокращения запасов является, по-видимому, отсутствие координации в работе министерств земледелия и путей сообщения, а также отсутствие организованной системы распределения. Эта последняя функция, указывал я, могла бы быть с успехом вверена земствам. Император согласился с тем, что министр земледелия должен воспользоваться услугами земств, и прибавил, что если рабочие не будут получать хлеба, то, несомненно, начнутся забастовки.
22 февраля пристав 2-го участка Выборгской части докладывал: «Среди… рабочей массы происходит сильное брожение вследствие недостатка хлеба; почти всем полицейским чинам приходится ежедневно слышать жалобы, что не ели хлеба по 2-3 дня и более, и поэтому легко можно ожидать крупных уличных беспорядков. Острота положения достигла такого размера, что некоторые, дождавшиеся покупки фунтов двух хлеба, крестятся и плачут от радости». По воспоминаниям Дж. Бьюкенена, «Революция носилась в воздухе, и единственный спорный вопрос заключался в том, придёт она сверху или снизу… Народное восстание, вызванное всеобщим недостатком хлеба, могло вспыхнуть ежеминутно».
Сложным было положение с продовольствием и в других городах; в целом с началом войны население городов увеличилось с 22 до 28 миллионов. В Воронеже населению продавали только по 5 фунтов муки в месяц, в Пензе продажу сначала ограничили 10 фунтами, а затем вовсе прекратили. В Одессе, Киеве, Чернигове, Подольске тысячные толпы стояли в очередях за хлебом без уверенности что-либо достать. В декабре 1916 года карточки на хлеб были введены в Москве, Харькове, Одессе, Воронеже, Иваново-Вознесенске и других городах. В некоторых городах, в том числе, в Витебске, Полоцке, Костроме, население голодало.
События, последовавшие в ближайшие месяцы и годы после падения российской монархии, отнюдь не улучшили продовольственного снабжения Петрограда. В течение 1917 года всё-таки вводятся карточки на хлеб с нормой один фунт (409,5 г) на взрослого человека в сутки, летом 1917 года норма урезается до полуфунта.
В то же время командир Лейб-гвардии Преображенского полка, полковник Александр Павлович Кутепов оказавшийся случайно в отпуске в Петрограде и принявший участие в попытке справиться с революционными толпами в городе, смог приобрести чинам, бывшим в его подчинении, хлеб и чайную колбасу в лавках на улицах Петрограда…

## Армия и флот перед революцией

### Настроения в армии
Численность действующей армии, составлявшая к 15 сентября 1915 года 3 855 722 человек, к 1 ноября 1916 года выросла до 6 963 503. За время войны русской армией было взято 2 млн пленных, в то же время попало в плен 2,4 млн российских солдат. Головин Н. Н. в своей работе «Военные усилия России в Мировой войне» указывает на значительный разнобой, существующий в исчислении российских военнопленных: по данным, предоставленным Ставкой в своём ответе от 10/23 октября 1917 г. начальнику французской миссии в России генералу Жанену, это количество составило 2 043 548, в то же время в книге «Россия в мировой войне 1914—1918 гг.», изданной Отделом военной статистики Центрального статистического управления, приведена к тому же сроку цифра 3 343 900. Одновременно, по данным Австро-Венгерского бюро, общее число русских пленных, находившихся в лагерях Центральных держав, к 1 февраля 1917 года исчислялось в 2 080 694. На 100 убитых в русской армии приходилось 300 пленных, а в германской, английской и французской армиях — от 20 до 26, то есть русские сдавались в плен в 12—15 раз чаще, чем солдаты других армий (кроме австрийской).
Сравнение количества пленных по отношению к общему количеству мобилизованных даёт следующие цифры :
| Страна         | Всего мобилизовано | Пленных   | Соотношение |
| -------------- | ------------------ | --------- | ----------- |
| Россия         | 15 378 000         | 3 342 900 | 1 : 4,6     |
| Великобритания | 4 970 902          | 170 389   | 1 : 29,17   |
| Франция        | 6 800 000          | 506 000   | 1 : 13,44   |
| Германия       | 13 251 000         | 993 109   | 1 : 13,34   |
| Австро-Венгрия | 9 000 000          | 2 220 000 | 1 : 4,05    |

Из таблицы можно видеть, что российские военнослужащие попадали в плен примерно так же часто, как и австро-венгерские, в три раза чаще, чем немцы и французы, в шесть раз чаще, чем британцы.
Генерал Брусилов А. А., осенью 1915 года командующий 8-й армией, издал приказ следующего содержания:

Генералы и командиры частей не только могут, но и должны быть сзади, чтобы управлять, но до поры до времени. Если какие-либо части дрогнули, вперёд не идут, а некоторые уже и поворачивают, — место начальников впереди, а не на центральной телефонной станции, где можно оставить и адъютанта.
В другом своём приказе отмечает:

Теперь для успеха наступления надо вести его густыми цепями, а поддержки иметь в ещё более густых цепях и даже в колоннах. Немцы так и делают и теряют меньше нас, потому что у них в строю дисциплина и строгий порядок. Кроме того, сзади надо иметь особо надёжных людей и пулемёты, чтобы, если понадобится, заставить идти вперёд и слабодушных. Не следует задумываться перед поголовным расстрелом целых частей за попытку повернуть назад или, что ещё хуже, сдаться противнику. Все, кто видит, что целая часть (рота или больше) сдаётся, должны открывать огонь по сдающимся и совершенно уничтожать их.
Число дезертиров за время с начала войны до Февральской революции, по данным Ставки, составило 195 тыс.
В отчёте за январь 1917 года был приведён отрывок из солдатского письма, отражавший, по мнению военно-цензурной комиссии, типичное настроение солдат: «Мы здесь на фронте проливаем кровь, терпим разные лишения и кладём жизнь, а там на нашей крови… купцы-спекулянты строят своё благополучие и счастье». Генерал Брусилов А. А. отмечает, что он получал большое количество анонимных писем от солдат; часть этих писем заявляла, что войска устали, требуют мира, и в случае, если мира не будет, его убьют. Оставшиеся письма говорили, что, наоборот, если «изменница» императрица Александра Фёдоровна заключит мир, его тоже убьют. Иронизируя, генерал Брусилов замечает, что «для меня выбор был не особенно широк».
На заседании 30 июля 1915 года военный министр Поливанов А. А. отметил, что «деморализация, сдача в плен, дезертирство принимают грандиозные размеры». Во время мобилизаций 1915 года отмечено 82 бунта, в ряде случаев мобилизованные требуют отправлять на фронт полицейских.
На заседании 4 (17) августа 1915 года министр внутренних дел князь Щербатов Н. Б. отмечает: «…Я должен отметить, что наборы с каждым разом проходят все хуже и хуже. Полиция не в силах справиться с массой уклоняющихся. Люди прячутся по лесам и в несжатом хлебе. Если станет известным, что призыв ратников II разряда производится без санкции Государственной думы, то боюсь, что при современных настроениях мы ни одного человека не получим. Агитация идёт вовсю, располагая огромными средствами из каких-то источников», что морской министр Григорович И. К. комментирует словами: «Известно из каких — немецких».
| Продукция машиностроительной промышленности России (в млн руб. по ценам 1913 г.) | Продукция машиностроительной промышленности России (в млн руб. по ценам 1913 г.) | Продукция машиностроительной промышленности России (в млн руб. по ценам 1913 г.) | Продукция машиностроительной промышленности России (в млн руб. по ценам 1913 г.) |
| Период                                                                           | Общая выработка                                                                  | Предметы обороны                                                                 | Предметы мирного строительства                                                   |
| -------------------------------------------------------------------------------- | -------------------------------------------------------------------------------- | -------------------------------------------------------------------------------- | -------------------------------------------------------------------------------- |
| 1913                                                                             | 200,2                                                                            | 52,5                                                                             | 147,7                                                                            |
| 1914                                                                             | 279,6                                                                            | 105,8                                                                            | 173,8                                                                            |
| 1915                                                                             | 709,9                                                                            | 489,8                                                                            | 220,1                                                                            |
| 1916                                                                             | 954,6                                                                            | 747,4                                                                            | 207,2                                                                            |
| 1917                                                                             | 657,2                                                                            | 497,2                                                                            | 160,0                                                                            |
| 1918                                                                             | 64,4                                                                             | 42,7                                                                             | 33,3                                                                             |

С другой стороны, к концу 1916 года России удаётся, по крайней мере частично, преодолеть военно-технические проблемы начального периода войны, в частности «снарядный голод». Британский военный атташе в России генерал Альфред Нокс отмечал, что в январе-феврале 1917 года «армия была крепка духом… если бы не развал национального единства в тылу, русская армия могла увенчать себя новой славой в кампании 1917 года, и её напор, сколько можно судить, мог обеспечить победу союзников к концу года»; британский историк Бернард Парес заявлял, что «фронт был здоров, тыл же прогнил». По оценке великого князя Николая Михайловича, «армия находится в прекрасном состоянии. Артиллерия, снабжение, технические войска — все готово для решительного наступления весною 1917 года».
Действительно, в августе 1916 года винтовок было изготовлено на 1100 % больше, чем в августе 1914. Производство пушек (76 мм и горных) с января 1916 по январь 1917 года увеличилось более чем на 1000 %, а 76 мм снарядов — на 2000 %. Выработка пороха и взрывчатых веществ возросла на 250—300 %. Снабжение фронта, таким образом, существенно улучшилось. Кроме того, было налажено производство 222 аэропланов в месяц, количество телефонных аппаратов в армии за 1914—1916 годы увеличилось с 10 до 50 тыс.
Значительное улучшение военно-технического снабжения армии позволило царскому правительству начать готовиться к большому наступлению, которое предполагалось весной 1917 года. По мнению бывшего начальника Петроградского охранного отделения К. И. Глобачёва, «Центральные державы должны были быть разгромлены в этом [1917] году. Таким образом, для революционного переворота в России имелся 1 месяц срока, то есть до 1 апреля. Дальнейшее промедление срывало революцию, ибо начались бы военные успехи, а вместе с сим ускользнула бы благоприятная почва».
Как указывает A. M. Зайончковский, 1916 год в общем может быть охарактеризован как год заметного снижения военного могущества Центральных держав по сравнению с Антантой, что предрешало уже участь войны в пользу последней. Общая обстановка истёкшего 1916 года ясно показывала Центральным державам, что война ими проиграна. По мнению Данилова Ю. Н., к концу 1916 года верхи русской армии сознавали, что наши военные противники уже были ранены смертельно, что в агонии они способны были ещё нанести один-два удара, но возможность закончить войну победой для них миновала безвозвратно.
В преддверии предполагаемого весеннего наступления 1917 года царское правительство приступило к формированию дивизий уже 4-й очереди; Керсновский А. А. комментирует это следующим образом:

Образованные зимой 1916/1917 годов низкокачественные дивизии 4-й очереди были мертворождёнными. Протекай кампания 1917 года в нормальных условиях, они всё равно ничем бы себя не проявили. Противоестественной системе формирования дивизий 4-й очереди соответствовала хаотическая система наименований полков.

Истощив весь запас уездных городов на третьеочередных дивизиях, столоначальники из Главного штаба принялись за горные хребты, почтовые тракты, заштатные захолустья, ошеломляя войска дикими названиями, создавая полки Ворохтенский, Нерехтский, Прешканский, Тихобужский, Стерлитамакский, десятки других, произнести которые солдату не было никакой возможности… Гораздо удачнее были даваемые по почину строевого начальства имена славных дел и побед 1914—1916 годов, которые фронтовые корпуса передавали формировавшимся при них дивизиям 4-й очереди. После революции ряд полков изменил по собственному почину безобразные имена — в память былых побед.
В общей сложности было сформировано 65 дивизий 4-й очереди численностью до 2 млн человек, состоявших из солдат старших возрастов (32—42 года), числившихся во втором разряде ополчения (ратники 2-го разряда). Эти части отличались самой низкой боеготовностью. Основу армии начали составлять солдаты, прошедшие одно-двухмесячный курс обучения в запасной части, и офицеры военного времени, как правило — прошедшие ускоренное обучение в школе прапорщиков. В феврале 1917 года был начат призыв пополнений, предназначенных на 1919 год, тогда как Британия и Франция в то же время приступили к призыву пополнения 1918 года. Керсновский А. А. так описывает эти «полчища четвёртой очереди»:

Взятые от сохи новобранцы и не проходившие раньше службы в войсках ратники 2-го разряда попадали в запасные полки. Эти организационные соединения насчитывали по 20—30 тыс. человек при офицерском и унтер-офицерском составе, рассчитанном на обыкновенный полк в 4000 штыков. Роты этих запасных полков — по 1000 человек и более — приходилось делить на литерные роты в 250—350 человек. Литерной ротой командовал прапорщик, только что выпущенный, имевший помощниками двух — трёх унтер-офицеров, иногда ещё одного прапорщика, столь же неопытного, как он сам. Оружие имелось в лучшем случае у половины обучаемых, обычно же винтовка приходилась на звено. В пулемётных командах имелось по два пулемёта, зачастую неисправных, и на этих двух пулемётах два прапорщика должны были за шесть недель подготовить 900 пулемётчиков. За невозможностью показа приходилось обучать рассказом — отбывать номер, одинаково тягостный и для обучаемых, и для обучающих.
Запасные войска были скучены в крупных населённых центрах. Военное ведомство не озаботилось устройством военных городков — лагерей, где, вдали от тыловых соблазнов, можно было вести серьёзные занятия на местности. Эта система лагерей была, между прочим, принята во всех воевавших странах — как союзных, так и неприятельских. Литерные роты выводились на улицы и площади городов. Здесь им производилось учение, заключавшееся в поворотах и маршировке. Иногда на панелях, под сбивчивые команды неопытных начальников, производились перебежки по воображаемой местности. Подобного рода упражнения ничего не прибавляли к сноровке солдата и тактическим познаниям прапорщика.
Когда подготовленные запасными частями пополнения прибывали на фронт, то их остерегались ставить в строй, а сперва переучивали заново — и по-настоящему. Система анонимных запасных полков, готовивших пополнения для неизвестных полков на фронте, была преступной. Простой здравый смысл требовал подготовки пополнений определёнными запасными частями для определённых действовавших частей.
…
Нагромождение запасных войск в больших городах имело огромное развращающее влияние на людей. Глазам солдата открывалась разгульная картина тыла с его бесчисленными соблазнами, бурлившей ночной жизнью, повальным развратом общественных организаций, наглой, бьющей в глаза роскошью, созданной на крови … Подобно запасным частям, лазареты были тоже скучены в больших городах. И население и войска могли свободно созерцать ужасы войны.

По воспоминаниям большевика М. К. Лемке, весной 1916 года генерал М. В. Алексеев в частном разговоре с Лемке заявлял: «Я знаю, что война кончится нашим поражением, что мы не можем кончить её чем-нибудь другим <…> Армия — наша фотография. С такой армией можно только погибать. И вся задача свести эту гибель к возможно меньшему позору».
2—3 мая 1916 года во время подавления голодного бунта в Оренбурге был зафиксирован первый случай отказа казаков стрелять в толпу, а за весь 1916 год таких случаев было отмечено девять.
В октябре 1916 года произошли восстания нескольких тысяч солдат на тыловых распределительных пунктах в Гомеле и Кременчуге. 17 октября в Петрограде до 12 тыс. невооружённых солдат запасных батальонов 181-го полка присоединяются к бастующим 30 тыс. рабочих Выборгской стороны.
29 октября 1916 года бастующие рабочие «снимают» филиал «Рено», силой заставив его присоединиться к забастовке. Вызванные из ближайших казарм два батальона солдат вместо рабочих открыли огонь по полиции и были разогнаны казаками.
Французский посол в Петрограде Морис Палеолог так комментировал эти события:

Благоволите передать от моего имени г. президенту республики и г. председателю совета министров, что вы меня оставляете в большой тревоге. В России готовится революционный кризис; он чуть было не разразился пять недель тому назад; он только отложен. С каждым днем русский народ всё больше утрачивает интерес к войне, и анархистский дух распространяется во всех классах, даже в армии. Приблизительно в конце октября в Петрограде произошёл очень показательный инцидент, о котором я осведомил г. Бриана. На Выборгской стороне вспыхнула стачка, и полиция была сильно потрёпана рабочими; вызвали два пехотных полка, расквартированных по соседству. Эти два полка стреляли в полицию. Пришлось поспешно вызвать дивизию казаков, чтобы образумить мятежников. Следовательно, в случае восстания нельзя рассчитывать на армию… Мой вывод, что время больше не работает на нас, по крайней мере, в России, что мы должны уже теперь предвидеть банкротство нашей союзницы и сделать из этого все необходимые выводы.
В ходе Митавской операции 23—29 декабря отказался идти в атаку 17-й Сибирский полк, затем к нему присоединились ещё несколько полков, волнения охватили части трёх корпусов и десятки тысяч солдат. Командование всё же смогло справиться с ситуацией; около ста наиболее активных участников выступления были расстреляны, несколько сот были осуждены на каторгу.

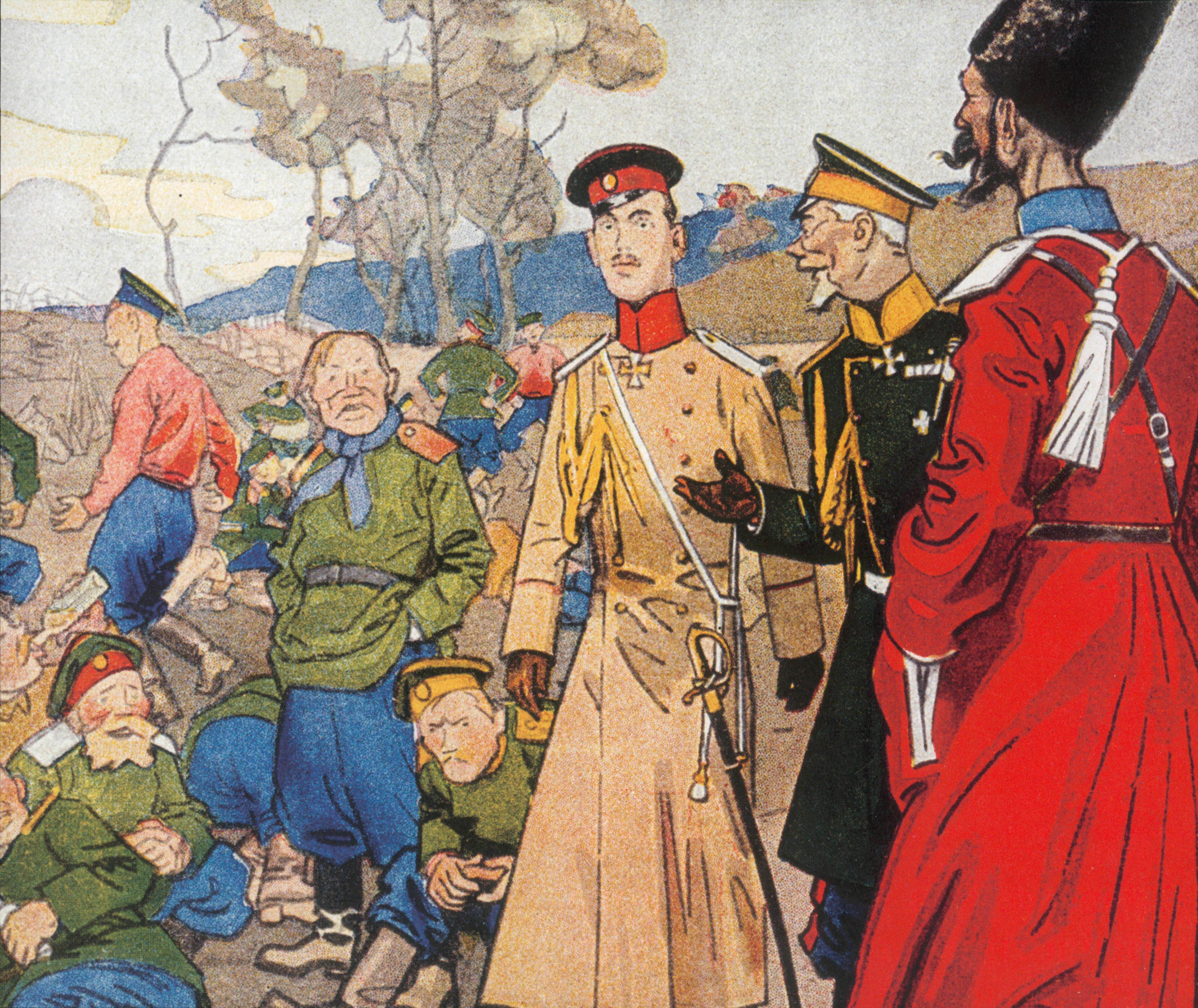
Немецкая карикатура на разложение русской армии начала 1917 г.

В феврале 1917 года министр внутренних дел А. Д. Протопопов докладывал царю о настроениях в армии: «в войсках читаются газеты преимущественно левого направления… оппозиционно настроены высший командный состав и низший… в прапорщики произведены многие из учащейся молодёжи, … остальные офицеры консервативны». Генерал Н. И. Иванов отказывался судить о настроениях в армии, заявив, что «состав офицеров и солдат, переменившийся в течение войны 4—6 раз, не даёт возможности судить, что представляют собой те части, которые в мирное время считались образцовыми». По оценке А. А. Керсновского, состав пехоты к началу революции переменился шесть раз.
В конце 1916 года член Госсовета Владимир Иосифович Гурко (родной брат генерала Василия Иосифовича Гурко) обращался к Николаю II с аналитической запиской о приближающемся исчерпании Россией мобилизационных ресурсов; им предложены такие меры, как «постепенное привлечение к военной службе инородцев, к тому законом ныне не обязанных», «возвращение на заводы квалифицированных рабочих с заменою их соответствующим числом подлежащих освидетельствованию и признанных годными для несения военной службы белобилетников» и «бережливое расходование человеческого материала в боях». 2 (22) декабря 1916 года с аналогичной запиской к врид начальника штаба Верховного Главнокомандующего генералу В. И. Гурко обращался военный министр Д. С. Шуваев; по его расчётам, «принимая во внимание, что для пополнения потерь в армии штаб Верховного главнокомандующего признаёт необходимым высылку ежемесячно в среднем 300 000 человек, можно сказать, что имеющихся в распоряжении Военного министерства контингентов хватит для продолжения войны лишь в течение 6—9 месяцев».

### Петроградский гарнизон
Гарнизон Петрограда во время войны состоял из запасных частей. В его состав входили 14 запасных батальонов гвардейских полков: Преображенского, Семёновского, Павловского, Измайловского, Егерского, Московского, Гренадёрского, Финляндского, Литовского, Кексгольмского, Петроградского, Волынского, 1-го и 2-го стрелковых. В Петрограде также были расположены 1-й Запасный пехотный полк, 1-й и 4-й Донские казачьи полки, Запасный самокатный батальон, Запасный броневой автомобильный дивизион, сапёры, артиллеристы и другие небольшие части. Кроме того, в Петрограде располагалось несколько военных училищ и курсов.
Общая численность Петроградского гарнизона доходила до 160 тыс.
Царское правительство планировало осуществить весной 1917 года большое наступление на фронте, в связи с чем в 1916 году были проведены очередные мобилизации среди резервистов четвёртой очереди, многим из которых было сильно за тридцать и даже за сорок. Одной из основных баз для формируемых частей являлся Петроград; размещённые в нём запасные батальоны гвардейских полков играли роль учебных частей. Их численность была раздута: в некоторых резервных ротах было более 1000 солдат, а в батальонах — по 12-15 тыс.; в общей сложности, 160 тыс. солдат были втиснуты в казармы, рассчитанные на 20 тыс.. 1 марта 1917 предполагалась массовая отправка на фронт, однако солдаты были наслышаны о больших потерях и не испытывали большого желания идти на фронт.
Ряд высоких чинов, в том числе министр внутренних дел А. Д. Протопопов и начальник охранного отделения К. И. Глобачёв, высказывал серьёзные сомнения в лояльности этих солдат. Ещё во второй половине 1916 года председатель совета министров Б. В. Штюрмер предлагал эвакуацию части солдат и беженцев из Петрограда. Однако все эти планы так и не осуществились, так как царские власти не нашли достаточного числа казарм где-либо в другом месте.
Начальником гвардейских запасных частей и вместе с тем начальником войсковой охраны Петрограда был генерал Чебыкин. Для предупреждения возможных беспорядков было составлено расписание с разделением города на районы войсковой охраны, а запасные батальоны гвардейских полков были расписаны по районам. С 9 января Чебыкин, однако, находился в отпуске по болезни, и его обязанности исполнял полковник Преображенского полка Павленков.
Чинам полиции был назначен усиленный оклад и приданы пулемёты. По свидетельству полковника Д. Ходнева, на крышах Петрограда было оборудовано до 50 пулемётных гнёзд. По другой версии, пулемёты полиции не передавались, а размещались как часть системы ПВО, для борьбы с германскими самолётами, и были зенитными. Так или иначе, во время событий революционные силы неоднократно сообщают о предполагаемых обстрелах из пулемётов.
Для подавления возможных бунтов были определены учебные команды запасных батальонов, которые считались полностью лояльными, так как в них служили лучшие солдаты, обучавшиеся на чины унтер-офицеров (сержантов). Были приняты меры к изоляции остальных солдат от населения: им запрещалось выходить из казарм, а оружие находилось отдельно от солдат, под охраной нарядов. Тем не менее впоследствии, 27 февраля, революция началась именно с бунта одной из таких учебных команд — учебной команды запасного батальона лейб-гвардии Волынского полка, за день до этого участвовавшей в расстрелах рабочих демонстраций, когда погибло около 40 человек; 27 февраля солдаты учебной команды решают более не выполнять карательные функции и убивают командира учебной команды штабс-капитана Лашкевича, лично участвовавшего в расстрелах.
В министерство Протопопова по инициативе К. И. Глобачёва был снова поднят вопрос о ненадёжности Петроградского гарнизона, и Николай II согласился заменить некоторые запасные части Петроградского гарнизона гвардейским кавалерийским корпусом, взятым с фронта. Это решение, однако, не было приведено в исполнение вследствие просьбы командира этого корпуса оставить его на фронте.
В начале войны части Российской императорской гвардии составляли гвардейский корпус. В конце 1915 года были образованы 2-й гвардейский корпус и гвардейский кавалерийский корпус (2 дивизии). Эти соединения составили, в сущности, маленькую армию, называвшуюся «войсками гвардии». 15 августа 1916 года войска гвардии были переименованы в Особую армию. В течение 1916—1917 годов она переводилась из состава Западного фронта в Юго-Западный и обратно. На момент начала революции крепкие действующие войска гвардии находились на фронте и, когда в Петрограде разразились волнения, были отделены от столицы большим расстоянием.
Генерал Д. Н. Дубенский так описывал настроения в Петроградском гарнизоне перед революцией:

Как на причину быстрого перехода войск на сторону бунтовавших рабочих и черни указывали в Ставке на крайне неудачную мысль и распоряжение бывшего военного министра Поливанова держать запасные гвардейские батальоны в самом Петрограде в тысячных составах. Были такие батальоны, которые имели по 12 — 15 тысяч. Всё это помещалось в скученном виде в казармах, где люди располагались для спанья в два-три и четыре яруса. Наблюдать за такими частями становилось трудно, не хватало офицеров, и возможность пропаганды существовала полная. В сущности эти запасные батальоны вовсе не были преображенцы, семёновцы, егеря и т. д. Никто из молодых солдат не был ещё в полках, а только обучался, чтобы потом попасть в ряды того или другого гвардейского полка и получить дух, физиономию части и впитать её традиции. Многие из солдат запасных батальонов не были даже приведены к присяге. Вот почему этот молодой контингент так называемых гвардейских солдат не мог быть стоек и, выйдя 24, 25 и 26 февраля на усмирение беспорядков, зашатался, и затем начался бессмысленный и беспощадный солдатский бунт. 

Вместе с тем, однако, получились известия, что некоторые роты, как например, Павловского, Волынского, Кексгольмского запасных батальонов, держались в первые два дня стойко. 

Удивлялись, что генерал Хабалов не воспользовался такими твёрдыми частями, как петроградские юнкерские училища, в которых в это время сосредоточивалось несколько тысяч юнкеров.

### Военно-морские базы в Кронштадте и Гельсингфорсе
Часть солдат и матросов составляли мобилизованные рабочие, в том числе ранее участвовавшие в революционной деятельности; в первую очередь это относилось к Кронштадтской военно-морской базе, а также к военно-морской базе в Гельсингфорсе. Как указывает исследователь М. Н. Гернет, «матросы военного флота набирались в значительной степени из числа фабричных и заводских рабочих, и командование военно-морского флота видело в этом факте одну из причин распространения революционной пропаганды во флоте».

…Сами условия морской службы требуют людей со специальной технической подготовкой, предъявляют спрос на квалифицированных рабочих. Каждый матрос прежде всего специалист — минёр, гальванёр, комендор, машинист и т. д. Каждая специальность предполагает определённые знания и известную техническую выучку, приобретённую на практике. В силу этого приёму во флот подлежали главным образом рабочие, практически прошедшие школу профессионального обучения, изучившие на деле какую-либо специальность. Особенно охотно принимались слесари, монтёры, машинисты, механики, кузнецы.

…Кронштадтские матросы — это были почти сплошь вчерашние городские рабочие. Такая исключительность положения создалась оттого, что с отдалённых, незапамятных времён Кронштадт являлся рассадником специальных морских знаний для всего Балтийского флота. В Кронштадте с давних пор были сосредоточены различные специальные школы — эти своего рода факультеты матросского университета. Не считая школы юнг — низшего учебного заведения, дававшего элементарное образование будущим унтер-офицерам, — здесь находились учебно-артиллерийский и учебно-минный отряды, а также машинная школа.
Условия военной службы в Кронштадте были тяжёлыми и сопровождались рядом унизительных ограничений для нижних чинов: например, матросам запрещалось ходить по восточной стороне главной улицы, у входа на Екатерининский бульвар помещалась надпись, запрещающая вход «собакам, солдатам и матросам». Большевики Фёдор Раскольников и П. Е. Дыбенко, сами служившие на Балтийском флоте, сравнивают условия содержания в Кронштадте с «тюрьмой» и указывают на то, что в Кронштадтской военно-морской базе размещался, в частности, дисциплинарный батальон для самых неблагонадёжных матросов. Современники описывают февральское восстание в Кронштадте как «бунт диких зверей, которые набросились на своих укротителей» («эти печальные события в Кронштадте разразились потому, что там было много штрафованных и других матросов, которых никто не хотел брать на суда как негодный элемент. Словом, отбросы флота. Между ними и офицерами были чересчур натянутые отношения, и, когда „укротители зверей“ остановились в некотором замешательстве в начале движения, звери бросились на них и растерзали. Кровь опьянила их, они осатанели»). Фёдор Раскольников утверждает, что, по его мнению, «когда начальство списывало матросов с кораблей и отправляло их в Кронштадт, они рассматривали это назначение как самое тяжкое административное наказание. В их представлении остров Котлин был так же ненавистен, как остров Сахалин — это мрачное убежище ссыльных и каторжан».
Волнения на флоте начинаются задолго до 1917 года. Во время революции 1905 года происходят мятежи в Кронштадте и Свеаборге. К концу 1906 года главный морской штаб оценивает из 15 тыс. матросов Кронштадта 1 893 «неблагонадёжными», а 2 127 «вообще подлежавшими удалению с военных судов». В 1911, 1912 и 1916 годах проводятся аресты нескольких десятков матросов по подозрению в подготовке новых восстаний.
19 октября 1915 года взбунтовался стоявший на гельсингфорсском рейде линкор «Гангут», предъявивший жалобы на плохое питание и офицеров немецкого происхождения. Суд приговорил двоих из общего числа осуждённых к смертной казни, четырёх — к каторжным работам на 15 лет, двоих — к каторжным работам на 14 лет, десятерых — на 10 лет каждого, пять человек — на 8 лет, троих — на 4 года, и восемь человек были оправданы. После подавления мятежа матросы с крейсера «Рюрик» отказались конвоировать осуждённых матросов с «Гангута». В ответ на «Рюрике» были арестованы и преданы суду 42 матроса, из которых 27—30 марта 1916 г. были приговорены: трое к смертной казни, три человека к каторге и 34 человека в дисциплинарный батальон.
Контроль контрразведки над военно-морской базой в Гельсингфорсе осложнялся и тем, что этот город находился в Великом княжестве Финляндском, которое фактически являлось полунезависимым государством, входившим в состав Российской империи лишь формально. Ряд современников указывают на активную деятельность германской агентуры в Гельсингфорсе, а также в прибалтийских городах — Ревеле и Риге.
В сентябре 1916 года военный губернатор Кронштадта Р. Н. Вирен сообщал в Главный морской штаб о революционных настроениях матросов:

Достаточно одного толчка из Петрограда, и Кронштадт вместе с судами, находящимися сейчас в кронштадтском порту, выступит против меня, офицерства, правительства, кого хотите. Крепость — форменный пороховой погреб, в котором догорает фитиль — через минуту раздастся взрыв… Мы судим, уличённых ссылаем, расстреливаем их, но это не достигает цели. 80 тысяч под суд не отдашь. Вчера я посетил крейсер «Диана», на приветствие команда ответила по-казённому, с плохо скрытой враждебностью. Я всматривался в лица матросов, говорил с некоторыми по-отечески; или это бред усталых нервов старого морского волка, или я присутствовал на вражеском крейсере, такие впечатления оставил у меня этот кошмарный осмотр. В кают-компании офицеры откровенно говорили, что матросы сплошь революционеры.
Адмирал Вирен предлагал переформировать Кронштадтскую военно-морскую базу, переведя её матросов «куда угодно», а взамен их назначив надёжных матросов из Сибирской и Беломорской флотилий. Ставка, однако, ответила отказом на это предложение, а министерство внутренних дел заверило, что ситуация у него под контролем.

## Политика

### Слухи об императрице Александре Фёдоровне
| Чины                                                         | Доля немцев |
| ------------------------------------------------------------ | ----------- |
| Полные генералы                                              | 28,4 %      |
| Генерал-лейтенанты                                           | 19,7 %      |
| Генерал-майоры                                               | 19 %        |
| В целом генералитет                                          | 21,6 %      |
| Полковники                                                   | 13,4 %      |
| Подполковники                                                | 10,2 %      |
| Офицеры корпуса Генерального штаба                           | 17,1 %      |
| Командующие пехотными, гренадерскими и стрелковыми дивизиями | 19,4 %      |
| Командующие кавалерийскими дивизиями                         | 37,5 %      |

| Звания                          | Доля немцев |
| ------------------------------- | ----------- |
| Генерал-адъютанты               | 24,5 %      |
| Генерал-майоры и контр-адмиралы | 23,5 %      |
| Флигель-адъютанты               | 17 %        |
| Всего в свите                   | 20,9 %      |

| Должности                      | Доля немцев                                                                |
| ------------------------------ | -------------------------------------------------------------------------- |
| Командующие дивизиями          | 1 из 3 командующих пехотными дивизиями, командующий кавалерийской дивизией |
| Командиры пехотных полков      | 37,5 %                                                                     |
| Командиры кавалерийских полков | 25 %                                                                       |
| Капитаны гвардии               | 21,7 %                                                                     |

Согласно переписи населения 1897 года, в Российской империи проживало 2 млн 70 тыс. немцев, что составляло около 1,2 % населения. На 15 апреля 1914 года доля немцев в российском генералитете составляла около 20 %. Предки многих из них прожили в России уже не один век, однако с началом Первой мировой войны и они начали вызывать подозрения в нелояльности и шпионаже в пользу Германии. Уже в 1914 году толпа разгромила посольство Германии в Петербурге, начались массовые уничтожения немецких вывесок. В 1915 году происходит немецкий погром в Москве. В Петрограде появляется «Общество 1914 года», поставившее своей целью борьбу с российскими немцами. В августе 1915 года министр внутренних дел Н. Б. Щербатов обращался к Госдуме с просьбой «помочь прекратить травлю всех лиц, носящих немецкую фамилию, поскольку многие семейства сделались за двести лет совершенно русскими».
Многие российские немцы начинают менять свои фамилии. Так, синодальный обер-прокурор, немец В. К. Саблер сменил фамилию на Десятовский; во время погрома 1915 года толпа кричала: «долго ли нам немец Саблер будет ставить архиереев и будет править Церковью. Пойдём в Синод!».
С назначением в 1916 году председателем Совета министров Б. В. Штюрмера его немецкое происхождение начинает вызывать слухи о том, что он якобы «имеет сношения с германскими агентами через Стокгольм». 1 ноября 1916 года депутат Госдумы П. Н. Милюков озвучивает эти подозрения уже на думском уровне в своей речи «Глупость или измена?».
В таких условиях объектом нападок стала императрица Александра Фёдоровна, урождённая принцесса Алиса Гессен-Дармштадтская. Начиная с 1915 года в России начинают циркулировать самые фантастические слухи, связанные с ней, вроде «Дороговизна оттого, что государыня императрица отправила за границу 30 вагонов сахару», несколько раз появляются слухи, что она уже арестована за шпионаж и что в Царском Селе якобы находится прямой провод для связи с Берлином. После Февральской революции был проведён тщательный обыск царскосельского дворца, однако никаких «прямых проводов» и «радиотелеграфных станций» обнаружено не было.
После гибели британского военного министра Г. Г. Китченера стали появляться слухи, что якобы императрица выдала Германии его местонахождение. Подозрения дошли даже до высшего генералитета; генерал М. В. Алексеев заявлял, что у императрицы оказалась секретная карта, бывшая только у него и императора. По слухам, генерал А. А. Брусилов отказался отвечать императрице о сроках наступления, а генерал В. И. Гурко отказался показать царю план военных действий в присутствии царицы.
Инцидент с британским министром Китченером привёл к тому, что члены союзнической делегации, прибывшие на Петроградскую конференцию в начале февраля 1917 года, перед отбытием распространили фальшивые слухи о своей дате отъезда и маршруте.

### «Снарядный голод» и отступление 1915 года

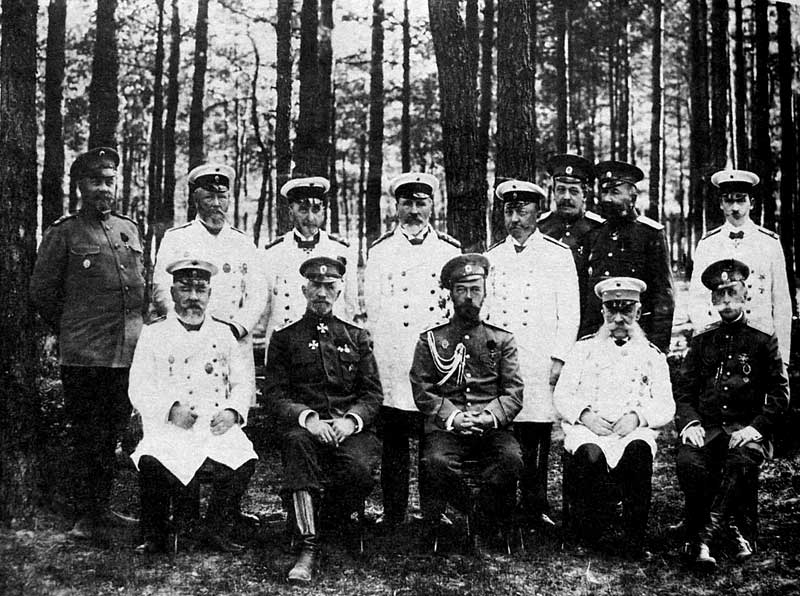
Совет министров в Царской ставке. Станция Барановичи. 14 июня 1915 года.
Совет министров. В первом ряду: государственный контролёр П. А. Харитонов; великий князь Николай Николаевич (младший); Николай II; председатель Совета министров И. Л. Горемыкин; министр императорского двора и уделов, генерал-адъютант граф В. Б. Фредерикс. Во втором ряду: министр внутренних дел князь Н. Б. Щербатов; министр путей сообщения С. В. Рухлов; министр иностранных дел С. Д. Сазонов; главноуправляющий землеустройством и земледелием А. В. Кривошеин; министр финансов П. Л. Барк; начальник штаба Верховного главнокомандования, генерал от инфантерии Н. Н. Янушкевич; управляющий Военным министерством генерал от инфантерии А. А. Поливанов; министр торговли и промышленности кн. В. Н. Шаховской

Военное ведомство Российской империи, как и военные ведомства многих других воюющих держав, сильно недооценило огромные масштабы войны и её продолжительность, поскольку никогда ранее ни России, ни человечеству в целом ни с чем подобным сталкиваться не приходилось. В изложении генерала А. А. Маниковского ситуация воспринималась так: «По господствующему в то время мнению представителей ГУГШ, война будет молниеносной и скоротечной, продлится 2-6 месяцев и не более года, так как во всяком случае ранее годичного срока войны наступит полное истощение воюющих сторон, и они вынуждены будут обратиться к мирному соглашению». На тех же представлениях была основана и позиция Главного артиллерийского управления относительно необходимого запаса артиллерийских снарядов. В 1906 году ГАУ созвало особую комиссию из 17 генералов и штаб-офицеров для решения вопроса о запасе снарядов; комиссия, с учётом опыта русско-японской войны, рекомендовала иметь по 1000 снарядов на 76-мм орудие (преобладающий калибр русской артиллерии того времени), после чего это решение было утверждено военным министром. В 1910 году запас на 76-мм горное орудие был увеличен до 1200 снарядов. Военное ведомство полагало, что такой запас достаточен для ведения военных действий в течение одного года, после чего война неминуемо закончится.
В 1912 году ГАУ и ГУГШ, встревоженные Балканскими войнами, а также сведениями о том, что у других европейских держав запасы снарядов достигают 2000 на орудие, подняли вопрос о повышении запаса до 1500 снарядов на орудие, однако этот вопрос решён так и не был.
Полностью нереалистичный характер всех довоенных предположений и прогнозов стал очевидным уже в первые недели войны. Уже в конце августа 1914 года командующие соединениями обнаружили, что расход снарядов превышает довоенные предположения, а запасы снарядов в отдельных соединениях подходят к концу. Проанализировав ситуацию, Ставка в сентябре 1914 года приняла как расчётную цифру расход снарядов 1,5 млн в месяц, то есть в 3 раза более довоенных предположений.
В результате, хотя к новому 1915 году в войсках и на складах оставалось ещё никак не менее 4 млн снарядов (а средний расход снарядов в 1914 году составлял 464 тысячи в месяц), сформировалось устойчивое убеждение, что армия поражена тяжелейшим «снарядным голодом»; в действительности же снарядный голод наступил в конце весны 1915 года.
В 1915 году окончательно стала очевидной необходимость мобилизации российской экономики, её перевода на военные рельсы. В России подобные шаги принимают форму Особых совещаний и Военно-промышленных комитетов. Параллельно аналогичные усилия предпринимают, в той или иной степени, все остальные воюющие державы.
В мае 1915 года российская армия начинает отступление из Польши и лишь недавно занятой Галиции (см. Великое отступление 1915 года). В изложении военного министра А. А. Поливанова отступление выглядело так: «Пользуясь огромным преобладанием артиллерии и неисчерпаемыми запасами снарядов, немцы заставляют нас отступать одним артиллерийским огнём. Тогда как они стреляют из орудий чуть ли не по одиночкам, наши батареи вынуждены молчать даже во время серьёзных столкновений. Благодаря этому, обладая возможностью не пускать в дело пехотные массы, неприятель почти не несёт потерь, тогда как у нас люди гибнут тысячами. Естественно, что с каждым днём наш отпор слабеет, а вражеский натиск усиливается».
Отступление 1915 года стало тяжёлым ударом для морального духа российских войск. По воспоминаниям генерала А. И. Деникина, «Весна 1915 г. останется у меня навсегда в памяти. Великая трагедия русской армии — отступление из Галиции. Ни патронов, ни снарядов. Изо дня в день кровавые бои, изо дня в день тяжкие переходы».
Общая обстановка усугублялась непродуманным вывозом беженцев. Многие из них принадлежали к национальным меньшинствам западных национальных окраин империи: поляки, выселяемые из прифронтовой полосы евреи, немецкие колонисты, не желавшие жить при германской оккупации латыши и др. Примерно в то же время с южных окраин бегут от турок армяне и греки.
Общие масштабы явления оцениваются до 2 млн. 200 тыс. человек, основная масса которых прибывает в центральные районы России в июле-августе 1915 года, окончательно же эта миграция завершается в декабре 1915 года. Среди беженцев свирепствовали дизентерия и тиф. Около 16 % из них умерли в пути. Исследователь И. В. Нам приводит другую оценку, по крайней мере в 5 млн перемещённых лиц, в том числе 3,2 млн «призреваемых», из которых на конец 1916 года насчитывалось 58,8 % русских, 15 % поляков, 10 % латышей, 6,4 % евреев, 2,8 % литовцев, 7 % эстонцев и прочих (без учёта беженцев с южных окраин).
По воспоминаниям Н. П. Полетики,

Перевозка огромного количества насильственно изгоняемых беженцев была железнодорожному транспорту не по силам. Только часть беженцев сумела попасть в поезда. Беженцы забили железные дороги, ведущие в тыл.
Основная масса беженцев, не попавшая в поезда, двинулась в тыл по шоссейным и грунтовым дорогам на телегах и даже пешком. Это было ужасное зрелище. Беженцы — голодные, измученные, оборванные, больные — медленно тянулись по дорогам, хороня у дороги на обочинах детей и стариков, не выдержавших трудностей пути. Трупы лошадей вдоль дорог отступления были другой приметой.
Двигаясь к местам назначения, беженцы сеяли панику и деморализовали тыл, разносили болезни. Однако шоссейных и грунтовых дорог в конце концов тоже не хватило. В ряде районов беженцы шли сплошной стеной, вытаптывали хлеб, портили луга и леса, оставляя за собой пустыню. Не только ближние, но и глубокие тылы русской армии были опустошены, разорены, лишены последних запасов…Опустошение губерний запада России, изгнание их населения в глубь страны привели к деморализации населения внутренних губерний, дезорганизации транспорта и хозяйства, к росту недовольства и недоверия к власти в стране, которые в 1917 г. вылились в революцию.

### Смещение Верховного главнокомандующего Великого князя Николая Николаевича
С началом Первой мировой войны российским Верховным главнокомандующим был назначен великий князь Николай Николаевич (20 июля 1914 года).
Уже к 1915 году вокруг Великого князя стал формироваться культ: он был избран почётным членом Московского, Петроградского и Киевского университетов, Военно-медицинской академии, Земский съезд назвал Николая Николаевича «славным былинным богатырём». После взятия Львова и Перемышля был награждён Георгиевской саблей «За освобождение Червонной Руси», что воспринималось современниками как исключительная награда.
По воспоминаниям современников, Великий князь ещё в 1915 году пользовался значительной популярностью как среди солдат, так и среди горожан. Широко раскупаются его портреты и почтовые открытки с его изображением. Разошедшиеся в народе слухи приписывали ему личное нахождение в окопах, избиение и срывание погон с непопулярных среди солдат генералов, особую нетерпимость к офицерам и генералам с немецкими фамилиями. Слухи также утверждали, что Великий князь в ответ на предложение Распутина приехать на фронт якобы телеграфировал: «Приезжай — повешу», а на вопрос царя «Где противник?» ответил: «В двух шагах позади», намекая на военного министра. Некоторые слухи имели совсем фантастический вид: так, рядовой Петрукович Р. П. в своём письме в марте 1915 года пишет:

Германцы наступали с трёх сторон на нашу крепость Осовец, повредили два форта, и крепость уже готова была сдаться, как приехал Верховный главнокомандующий, зарубил шашкой коменданта, начал сам командовать, и немцы не только были отбиты, но было взято в плен два неприятельских корпуса и <…> тяжелых орудий.

На письме имеется иронический комментарий просматривавшего его военного цензора: «Так пишется история!»
В других подобных слухах сообщается, что

С крайним недоверием относится ко всем, в особенности с нерусской фамилией, чуть не понравился доклад — выгоняет вон генерала из квартиры, чуть заподозрил — срывает погоны, бьёт кулаками по лицу их. Дошли до него агентские слухи, что комендант хочет сдать крепость Новогеоргиевск (одна из лучших у нас — первоклассная), сейчас переоделся, на автомобиле промчался между своим и неприятельским фронтом, является в крепость и моментально собственноручно убивает его наповал из револьвера. Когда немцы подходили к Варшаве, был у них военный совет, решили сдать Варшаву; когда стали расходиться, он шепнул генералам с русскими фамилиями — драться до последней возможности и удержать за собою польскую столицу.

Дворцовый комендант В. Н. Воейков в своих воспоминаниях указывал:

Вмешательство Ставки в дела гражданские в ущерб делам военным стало всё возрастать. Корень этого зла лежал в том обстоятельстве, что, когда писалось положение о Верховном главнокомандующем на случай войны на нашем Западном фронте, предполагалось, что во главе армии будет стоять лично сам Государь. При назначении Верховным главнокомандующим Великого князя Николая Николаевича вопрос этот был упущен из вида, чем и воспользовался генерал Янушкевич, чтобы от имени Великого князя вмешиваться в вопросы внутреннего управления. Это породило ненормальные отношения между Ставкой и верховным правлением государства; некоторые из министров, желая застраховать своё положение, ездили на поклон в Барановичи, где получали предписания, часто противоречащие Высочайшим указаниям. Немалую роль играли в ставке и журналисты, за ласковый приём платившие распространением путём прессы популярности великого князя, искусно поддерживаемой либеральными кругами, в которых он стал сильно заискивать после пережитых им в 1905 году волнений.

4 августа 1915 года царь переместил Великого князя на должность командующего Кавказской армией, назначив Верховным главнокомандующим себя. Это назначение вызвало протесты, в том числе и матери царя, вдовствующей императрицы Марии Фёдоровны, записавшей в своём дневнике 12 (25) августа 1915 года:

Он начал сам говорить, что возьмёт на себя командование вместо Николаши, я так ужаснулась, что у меня чуть не случился удар, и сказала ему, что это было бы большой ошибкой, умоляла не делать этого особенно сейчас, когда всё плохо для нас, и добавила, что, если он сделает это, все увидят, что это приказ Распутина. Я думаю, это произвело на него впечатление, так как он сильно покраснел. Он совсем не понимает, какую опасность и несчастье это может принести нам и всей стране.

Судя по всему, общественное мнение восприняло назначение негативно; адмирал А. В. Колчак отмечал, что «Николай Николаевич являлся единственным в императорской фамилии лицом, авторитет которого признавали и в армии и везде»; по оценке генерала Брусилова, «В армии знали, что Великий князь неповинен в тяжком положении армии, и верили в него как в полководца. В искусство же и знание военного дела Николаем II никто (и армия, конечно) не верил… Впечатление в войсках от этой замены было самое тяжёлое, можно сказать, удручающее». По оценке Великого князя Александра Михайловича, «если бы Великий князь Николай Николаевич оставался на посту командующего войсками гвардии и Петроградского военного округа до февраля 1917 года, он оправдал бы все ожидания и сумел бы предупредить февральский солдатский бунт».
21 августа (3 сентября) 1915 года царские министры, за исключением председателя Совета министров Горемыкина И. Л. и министра юстиции Хвостова А. А., обращаются к царю с коллективном письмом:

Всемилостивейший Государь,
Не поставьте нам в вину наше смелое и откровенное обращение к Вам. Поступить так нас обязывают верноподданнический долг и любовь к Вам и Родине и тревожное сознание грозного значения совершающихся ныне событий.
Вчера, в заседании Совета министров, под Вашим личным председательством, мы повергли перед Вами единодушную просьбу о том, чтобы Великий князь Николай Николаевич не был отстранён от участия в Верховном командовании армией. Но мы опасаемся, что Вашему Императорскому Величеству не угодно было склониться на мольбу нашу и, смеем думать, всей верной Вам России.
Государь, ещё раз осмеливаемся Вам высказать, что принятие Вами такого решения грозит, по нашему крайнему разумению, России, Вам и династии Вашей тяжёлыми последствиями.
В том же заседании воочию сказалось коренное разномыслие между председателем Совета министров и нами в оценке происходящих внутри страны событий и в установлении образа действий правительства. Такое положение, во всякое время недопустимое, в настоящие дни гибельно.
Находясь в таких условиях, мы теряем веру в возможность с сознанием пользы служить Вам и Родине.
Вашего Императорского Величества верноподданные:

Пётр Харитонов

Александр Кривошеин

Сергей Сазонов

Пётр Барк

Князь Н. Щербатов

Александр Самарин

Граф Павел Игнатьев

Князь Всеволод Шаховской
С другой стороны, Великий князь Николай Николаевич был Верховным главнокомандующим как раз во время провалов на фронте в 1914—1915 годов, и именно в это время происходит отступление 1915 года, сопровождавшееся непродуманной эвакуацией до четырёх миллионов беженцев. Однако общественное мнение возлагает вину за эти неудачи не на него, а на военного министра Сухомлинова.
Генерал А. И. Деникин в своей работе «Очерки русской смуты» отмечает, что с принятием Николаем II Верховного главнокомандования фактическим главнокомандующими, конечно, стал не он сам, а его начальник штаба [первый заместитель]: «Генералитет и офицерство отдавали себе ясный отчёт в том, что личное участие Государя в командовании будет лишь внешнее, и потому всех интересовал более вопрос: кто будет начальником Штаба? Назначение генерала Алексеева успокоило офицерство. Что касается солдатской массы, то она не вникала в технику управления; для неё Царь и раньше был верховным вождём армии, и её смущало несколько одно лишь обстоятельство: издавна в народе укоренилось убеждение, что Царь несчастлив».

### «Великокняжеская фронда»

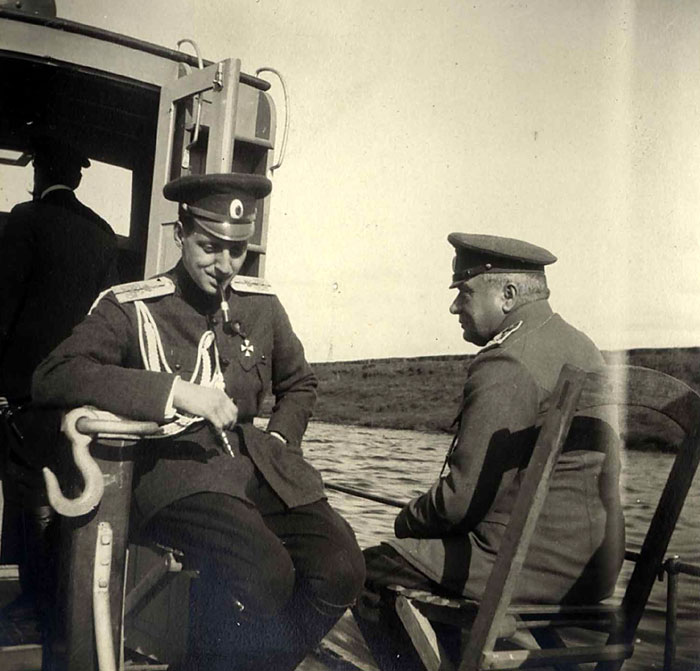
Великий князь Дмитрий Павлович

Начиная с осени 1916 года, в оппозицию к Николаю II встали уже не только левые радикалы и либеральная Госдума, но даже ближайшие родственники самого царя — великие князья, которых на момент революции насчитывалось 15 человек. Их демарши вошли в историю как «великокняжеская фронда», по аналогии с фрондой принцев во Франции XVII века. Общим требованием великих князей стало отстранение от управления страной Распутина и царицы-немки и введение ответственного министерства.
Отец Николая II император Александр III существенно ограничил права великих князей, сам титул могли носить только сыновья и внуки правившего или правящего императора, более отдалённые потомки получали титул князей императорской крови, который предполагал меньшее финансовое содержание и имел существенно более низкий статус. Традиционным занятием великих князей была военная служба, однако до начала войны лишь немногие из них отличались усердием на этом поприще, большинство же посвящали время светской и личной жизни. Отсутствие среди ближайших наследников Николая II целеустремлённых, способных к государственной деятельности и самодержавному правлению великих князей, многие из которых в критический момент, тем не менее, выступили за его отречение, стало одним из важных факторов падения монархии.
Брат царя Михаил Александрович с 1912 года состоял в морганатическом браке и до начала Первой мировой войны был в сложных отношениях с братом и жил за пределами России. До рождения царевича Алексея Николаевича он в течение пяти лет был наследником престола, однако никогда не имел соответствующего титула «цесаревич», поскольку император и императрица очень надеялись на рождение сына.
Следующим после Михаила Александровича в очерёдности престолонаследия был великий князь Кирилл Владимирович, чьи отношения с Николаем II также были натянутыми из-за женитьбы великого князя на Виктории Мелите, которая ранее развелась с родным братом императрицы Александры Фёдоровны и, более того, приходилась великому князю двоюродной сестрой. Младшие братья Кирилла Борис и Андрей отличались умеренными взглядами, однако в критический момент поддержали его.
Следующим после братьев Кирилла в очерёдности престолонаследия был Павел Александрович (дядя царя) и его сын Дмитрий Павлович. Как и брат царя Михаил, Павел Александрович состоял в морганатическом браке, из-за чего долгое время жил вне России. Таким образом, все ближайшие родственники Николая II, которые, учитывая тяжёлую болезнь наследника, могли реально претендовать на престол, в силу разных причин, главным образом, касающихся их семейной жизни, находились с императором в сложных отношениях. Император и императрица, понимая всю тяжесть болезни цесаревича, верили в его выздоровление и поэтому не рассматривали даже возможность наследования престола кем-либо из великих князей. При этом ни один из ближайших к трону великих князей не стремился к государственным достижениям и не отличался яркой приверженностью каким-либо политическим взглядам и харизмой.
Неформальное лидерство в «фронде» удерживали представители младших княжеских ветвей дома Романовых. Наиболее влиятельный из них, Великий князь Николай Николаевич, во время событий агитирует Николая II за отречение, наиболее вероятный преемник, Михаил Александрович, отказывается принять власть. Великий князь Кирилл Владимирович 1 марта переходит на сторону революции. Кроме того, несколько великих князей — Павел Александрович, Кирилл Владимирович и Дмитрий Константинович — во время революции составляют собственный проект манифеста об отречении («великокняжеский манифест»).
Особенно радикальными для великого князя взглядами отличался Николай Михайлович, за свой радикализм даже получивший от современников прозвище «Филипп Эгалите»; подобно своему «тёзке», великий князь впоследствии также погиб во время революционного террора. 1 ноября 1916 года Николай Михайлович направил царю письмо, в котором просил избавиться от Распутина и от влияния императрицы и согласиться на введение «ответственного министерства». Николай II пересылает это письмо императрице, которая требует удаления Николая Михайловича из Петрограда.

Ты неоднократно выражал твою волю «довести войну до победного конца». Уверен ли ты, что при настоящих тыловых условиях это выполнимо? Осведомлён ли ты о внутреннем положении не только внутри Империи, но и на окраинах (Сибирь, Туркестан, Кавказ)? Говорят ли тебе всю правду или многое скрывают? Где кроется корень зла? Разреши в кратких словах разъяснить тебе суть дела.
Пока производимый тобою выбор министров при том же сотрудничестве был известен только ограниченному кругу лиц, дела могли ещё идти, но раз способ стал известен всем и каждому и об этих методах распространилось во всём обществе, так дальше управлять Россией немыслимо… Ты веришь Александре Фёдоровне. Оно и понятно. Но что исходит из её уст, есть результат ловких подтасовок, а не действительной правды. Если ты не властен отстранить от неё эти влияния, то, по крайней мере, огради тебя от постоянных систематических вмешательств этих нашёптываний через любимую тобою супругу. Если твои убеждения не действуют, а я уверен, что ты уже неоднократно боролся с этими влияниями, постарайся изобрести другие способы, чтобы навсегда покончить с этой системой …Если бы тебе удалось устранить это постоянное вторгательство во все дела тёмных сил, сразу началось бы возрождение России и вернулось бы утраченное тобою доверие громадного большинства твоих подданных. Всё последующее быстро наладится само собой; ты найдешь людей, которые, при изменившихся условиях, согласятся работать под твоим личным руководством… Когда время настанет, а оно уже не за горами, ты сам, с высоты престола можешь даровать желанную ответственность министров перед тобою и законодательными учреждениями… Ты находишься накануне эры новых волнений, скажу больше, накануне эры покушений. Поверь мне, если я так напираю на твоё собственное освобождение от создавшихся оков, то я это делаю не из личных побуждений, которых у меня нет, в чём ты уже убедился и её величество тоже, а только ради надежды и упования спасти тебя, твой престол и нашу дорогую Родину от самых тяжких и непоправимых последствий.

7 ноября 1916 года Великий князь Николай Николаевич пыталя также уговорить царя ввести «ответственное министерство».
11 (24) ноября 1916 года с аналогичным письмом к царю обращается Великий князь Георгий Михайлович, заявивший, что «прямо говорят, что, если внутри России дела будут итти так, как теперь, то нам никогда не удастся окончить войну победоносно, а если это действительно не удастся, то тогда конец всему. Ненависть к Штюрмеру чрезвычайная … Общий голос — удаление Штюрмера и установление ответственного министерства для ограждения тебя от обмана различных министров. Эта мера считается единственною, которая может предотвратить общую катастрофу».
Как отмечает Куликов, в оппозицию к царю встала даже его собственная мать, вдовствующая императрица Мария Фёдоровна, 28 октября в Киеве прямо потребовавшая отставки Штюрмера.
2 декабря великий князь Павел Александрович, после царской опалы на Николая Михайловича возглавивший фронду, от имени семейного совета Романовых потребовал от царя введения конституции.
В ноябре-декабре 1916 высшая аристократия начинает обсуждать предполагаемое свержение Николая II с заменой его на одного из великих князей, скорее всего Николая Николаевича. 17 декабря группе заговорщиков во главе с князем Юсуповым удалось убить Распутина, причём в убийстве участвовал один из членов императорской фамилии, Великий князь Дмитрий Павлович.
Один из участников убийства, крайне правый думский депутат В. М. Пуришкевич в своих воспоминаниях так описывал обстоятельства убийства:

…"Служивый! — обратился я к нему.— Это ты заходил несколько времени тому назад, справиться о том, что случилось и почему стреляют?" «Так точно, ваше превосходительство!» — ответил он мне. «Ты меня знаешь?» «Так точно,— ответил он вновь,— знаю». «Кто же я такой?» «Член Государственной думы Владимир Митрофанович Пуришкевич!» «Верно! — заметил я.— А этот барин тебе знаком?» — указал я на сидевшего в том же состоянии князя Юсупова. «И их знаю»,— ответил мне городовой. «Кто это?» «Его сиятельство князь Юсупов!» «Верно! Послушай, братец,— продолжал я, положив руку ему на плечо.— Ответь мне по совести: ты любишь батюшку Царя и мать Россию; ты хочешь победы русскому оружию над немцем?» «Так точно, ваше превосходительство,— ответил он.— Люблю Царя и Отечество и хочу победы русскому оружию». «А знаешь ли ты,— продолжал я,— кто злейший враг Царя и России, кто мешает нам воевать, кто нам сажает Штюрмеров и всяких немцев в правители, кто Царицу в руки забрал и через неё расправляется с Россией?» Лицо городового сразу оживилось. «Так точно,— говорит,— знаю, Гришка Распутин!» «Ну, братец, его уже нет: мы его убили и стреляли сейчас по нём. Ты слышал; но можешь сказать, если тебя спросят — знать не знаю и ведать не ведаю! Сумеешь ли ты нас не выдать и молчать?»…
Участие Дмитрия Павловича в убийстве Распутина поставило царя перед сложным моральным выбором: он должен был осудить собственного родственника за убийство. Не в силах сделать это, царь ограничился высылкой великого князя в действующую армию в Персию. Ещё большим шоком для Николая II стало то, что на стороне убийцы выступил целый ряд членов императорской фамилии, обратившихся к нему с коллективным письмом, в котором просили даже ещё большего снисхождения к Дмитрию Павловичу. Письмо было подписано как

Вашего Императорского Величества горячо преданные и сердечно любящие
Ольга (королева эллинов). Елисавета (в. кн. Елисавета Maврикиевна),
Мария (вел. княгиня). Иоанн.
Кирилл. Елена.
Виктория. Гавриил.
Борис. Константин.
Андрей. Игорь.
Павел. Николай Михайлович.
Мария (в. кн. Мария Павловна младшая). Сергей Михайлович

После убийства Распутина взгляды «фронды» становились всё более решительными. Председатель Госдумы М. В. Родзянко в своих мемуарах утверждает, что великая княгиня Мария Павловна в последних числах декабря 1916 года в частном разговоре будто бы предлагала ему «устранить, уничтожить» императрицу.
Французский посол в Петрограде Морис Палеолог в своём дневнике сделал запись от 22 декабря 1916 года, утверждавшую, что великие князья Кирилл, Борис и Андрей Владимировичи открыто обсуждают перспективы дворцового переворота с целью воцарения великого князя Николая Николаевича. По сведениям посла, аналогичные разговоры также открыто вёл князь Гавриил Константинович.
К новому 1917 году отношения царя и императрицы с остальными членами императорской фамилии испортились настолько, что они даже собирались не явиться на традиционный новогодний приём. За исключением великого князя Николая Михайловича, остальные Романовы на приём всё же явились, однако церемония отличалась «исключительной сухостью». Царь молча выслушал все поздравления и никому не отправил рождественских подарков. 4 февраля герцог Лейхтенбергский А. Г. даже попросил от царя потребовать от всей императорской фамилии вторичной присяги себе, в ответ на что Николай II заметил, что он «напрасно беспокоится о таких пустяках».
В начале января полиция перехватила письмо Юсуповой З. Н. сестре царя, великой княгине Ксении Александровне; в этом письме высказывалось глубокое сожаление, что убийцы Распутина «не довели своего дела до конца, и не убрали всех, кого следует… Теперь остаётся только ЕЁ [императрицу] запереть».
«Фронда», однако, была с лёгкостью пресечена царём, который к 22 января 1917 года под разными предлогами выслал из столицы великих князей Николая Михайловича, Дмитрия Павловича, Андрея и Кирилла Владимировичей. Таким образом, четыре великих князя оказались в царской опале. 3 марта 1917 года Николай Михайлович описал итоги «фронды» следующим образом:

В декабре, уж своей шкуры ради, собрались мы, великие князья, и послали ему депутацию: заточай жену, давай ответственное министерство. И слушать не стал. Без воли всегда был, а жена и последние остатки у него отняла.

Между тем история с «фрондой» имела непосредственное продолжение уже во время бурных событий Февральской революции. Безуспешно стремясь сохранить монархию, великие князья Михаил Александрович, Кирилл Владимирович и Павел Александрович 1 марта 1917 года подписали проект манифеста «О полной конституции русскому народу» («великокняжеский манифест»). Отречения царя этот проект не предусматривал.

### Думская оппозиция
По мере нарастания продовольственного кризиса усиливаются слухи о якобы государственной измене императрицы и о том, что она якобы состояла в интимной связи с Распутиным, заодно растлившим и царевен. В частности в газете «Новая Жизнь» в 1917 году Горький напоминает аудитории о появившихся на улицах Петрограда брошюрок, листков, памфлетов скабрёзного, клеветнического и абсолютно оскорбительного характера про монаршую семью, Распутина и т. д. В результате и сам Николай II начинает испытывать давление сразу с нескольких сторон. Либеральные круги во главе с Госдумой начинают требовать от царя введения в России «ответственного министерства». Этот лозунг означал учреждение правительства, назначаемого Госдумой (а не царём) и ответственного перед Госдумой (а не перед царём), а фактически — переход реальной власти от самодержавного монарха к парламенту. Ничем не ограниченная, самодержавная власть российских царей уже была ранее ограничена самим Николаем II манифестом 17 октября 1905 года, передавшим законодательную власть Госдуме, но затем также дезавуирована и фактически отменена т. н. «третьеиюньским переворотом». Учреждение «ответственного министерства» означало бы следующий крупный шаг трансформации самодержавия как абсолютной монархии в конституционную монархию по образцу Великобритании. Лояльная оппозиция продолжала настаивать на либеральных реформах и требовала уступок также, как и 50 лет тому назад. Это была главная идея с 1860-х гг. среди либеральной интеллигенции Империи.
Ещё в 1915 году в Госдуме сформировался оппозиционный Прогрессивный блок, объединивший около 300 из 432 депутатов. При всей разнородности этого блока, Госдума в 1915—1916 годах фактически находилась в оппозиции к царю, а ведущей силой блока стала партия кадетов.
К концу 1916 года в оппозицию к царю фактически начинают вставать не только либералы, но и монархисты. 19 ноября 1916 года ярый сторонник самодержавия и черносотенец В. М. Пуришкевич выступил в Думе с речью, прямо направленной против царицы и Распутина: «Зло идёт от тех тёмных сил и влияний, которые… и заставляют взлетать на высокие посты людей, которые не могут их занимать… От влияний, которые возглавляются Гришкой Распутиным…» 2 декабря 1916 года Пуришкевич сравнил Распутина с Лжедмитрием.
9 декабря 1916 года Государственный Совет фактически также встал в оппозицию к царю, заявив о том, что «предостерегает царя против гибельного действия закулисных влияний», имея в виду также Распутина.
Главой думской оппозиции фактически стал М. В. Родзянко, как председатель Госдумы. Его деятельность начала вызывать всё большее раздражение у царицы, в ноябре 1916 года посоветовавшей Николаю II лишить Родзянко придворного звания камергера; однако этого так и не произошло. В конце 1916 — начале 1917 годов Родзянко неоднократно предупреждает царя о надвигающейся революции. 7 января 1917 года на аудиенции Родзянко заявляет царю, что

Ваше Величество, я считаю положение в государстве более опасным и критическим, чем когда-либо. Настроение во всей стране такое, что можно ожидать самых серьёзных потрясений… вся Россия в один голос требует перемены правительства и назначения ответственного премьера, облеченного доверием народа… Вокруг Вас, государь, не осталось ни одного надежного и честного человека: все лучшие удалены или ушли… Ни для кого не секрет, что императрица помимо Вас отдает распоряжения по управлению государством, министры ездят к ней с докладом… В стране растет негодование на императрицу и ненависть к ней. Её считают сторонницей Германии… Об этом говорят даже среди простого народа.
Николай II прервал Родзянко словами: «Дайте факты. Нет фактов, подтверждающих Ваши слова», на что Родзянко ответил: «Фактов нет. но все направление политики, которой так или иначе руководит Её Величество, ведёт к тому, что в народных умах складывается такое убеждение. Для спасения Вашей семьи Вам надо, Ваше Величество, найти способ отстранить императрицу от влияния на политические дела… Не заставляйте, Ваше Величество, чтобы народ выбирал между Вами и благом родины.» После этого произошёл один из немногих случаев, когда царю изменило его обычное спокойствие: по воспоминаниям Родзянко "Государь сжал обеими руками голову, потом сказал: «Неужели я двадцать два года старался, чтобы все было лучше, и двадцать два года ошибался?» ". На эти слова председатель Госдумы ответил, что «Да, Ваше Величество, двадцать два года Вы следовали ошибочным курсом».
10 февраля Родзянко представил царю доклад, в котором подробно разъяснил свою позицию.
Последняя аудиенция состоялась 23 февраля; на ней Родзянко заявил, что «Я считаю своим долгом, государь, высказать Вам моё личное предчувствие надвигающихся тяжёлых событий, и убеждение, что это доклад мой у Вас последний», на что царь ничего не ответил.
Помимо председателя Госдумы Родзянко, царя предупреждают о надвигающейся революции также и ряд других лиц: 3 января 1917 года министр иностранных дел Покровский, 4 января великий князь Павел Александрович, 5 января премьер-министр князь Голицын, 10 января предводитель дворянства Москвы Самарин.
19 января 1917 года царь принял нового иркутского генерал-губернатора Пильца, который прямо доложил Николаю II о революционной ситуации в стране. По словам Спиридовича А. И., «Государь слушал внимательно и закончил беседу заверением, что предстоящей весною всеобщее наступление будет победоносно и всё устроится». Общее количество лиц, выражавших царю в январе-феврале 1917 года своё беспокойство, превышает десяток человек; в их число вошёл даже личный зубной врач царя Кострицкий С. С.

### Военно-промышленные комитеты
С началом Первой мировой войны практически все воюющие державы обнаруживают, что сильно недооценили её масштабы; все они встают перед необходимостью мобилизации экономики, перевода её на военные рельсы. В России с 1915 года начало формироваться обширное общественное движение в поддержку военных усилий: Военно-промышленные комитеты, Всероссийский земский союз, Земгор.
Ключевую роль в подобных организациях начали играть кадеты. В августе 1915 года Центральный военно-промышленный комитет (ЦВПК) присоединился к лозунгу «ответственного министерства», фактически превратившись в один из органов либеральной оппозиции. Крупные промышленники широко поддерживали движение военно-промышленных комитетов, рассчитывая на выгодные военные поставки, и милитаризацию труда на фабриках, что могло бы позволить бороться с забастовками. Вместе с тем с ноября 1915 года при комитетах, в качестве компромисса, начинали появляться и выборные представители от рабочих, формируются Рабочие группы.
Царское правительство с подозрением относилось к военно-промышленным комитетам как к слабо контролируемой государством общественной инициативе, идущей снизу. Отношения царского правительства с движением ВПК оставались прохладными. Особое раздражение вызывала близкая к меньшевикам Рабочая группа ЦВПК во главе с меньшевиком К. А. Гвоздёвым, которая во время Февральской революции фактически составила ядро Петросовета. В начале 1917 года Рабочая группа ЦВПК поддержала организацию всеобщей забастовки в годовщину «Кровавого воскресенья» — 9 января 1905 года. В конце января 1917 года Рабочая группа ЦВПК начала организовывать новую антиправительственную демонстрацию, приуроченную к открытию очередной сессии Госдумы; выпущенное ею воззвание требовало «решительного устранения самодержавного режима», что окончательно переполнило чашу терпения властей. В ночь с 26 на 27 января 1917 года Рабочая группа была арестована. Из «Крестов» их выпустили уже в ходе Февральской революции восставшие рабочие и солдаты.

### Заговор вокруг великого князя Николая Николаевича
В декабре 1916 — январе 1917 года начал составляться заговор с целью низложения Николая II и его замены Великим князем Николаем Николаевичем при сохранении монархии и продолжении войны, в духе дворцовых переворотов XVIII века. Заговор группировался, по всей видимости, вокруг князя Г. Е. Львова. Императрицу предполагалось выслать из России либо заключить в монастырь.
Сразу после празднования нового 1917 года заговорщики вступили в контакт с самим Николаем Николаевичем через тифлисского городского голову А. И. Хатисова. По словам самого Хатисова, «я очень сначала волновался и с большой тревогой следил за рукой Вел. Князя, который барабанил пальцами по столу около кнопки электрического звонка. А вдруг нажмёт, позвонит, прикажет арестовать… Но нет, не нажимает… Это подбодрило». Великий князь запросил два дня на размышление, а затем отказался, заявив, что «мужик и солдат не поймут насильственного переворота». Однако уведомлять царя о полученном предложении Николай Николаевич тоже не стал.

### Заговоры вокруг Гучкова и Родзянко
Отказ Великого князя Николая Николаевича стать преемником Николая II породил проект нового заговора, который группировался вокруг думского деятеля, главы партии октябристов (во время Первой мировой войны также занимавшего должность председателя Центрального Военно-промышленного комитета) А. И. Гучкова. Заговорщиками предполагалось осуществить дворцовый переворот с сохранением монархии при замене Николая II на Великого князя Михаила Александровича. Предполагалось задержать царский поезд между Царским Селом и Ставкой и вынудить царя к отречению, одновременно, по образцу восстания декабристов, устроив показательную «демонстрацию» одной-двух частей. Сам Гучков был сторонником конституционной монархии и продолжения войны.
Эти планы далее разговоров не продвинулись. Агентура донесла министру внутренних дел Протопопову о заговоре, однако он счёл проект болтовнёй и Гучкова арестовать не решился, опасаясь, что такой арест лишь поднимет его популярность.
Точные даты предполагаемого дворцового переворота и точный состав его участников неизвестны. Сам Гучков впоследствии утверждал, что, если бы в феврале не произошла революция, в середине марта он бы осуществил задуманный переворот.
По другим источникам, 9 февраля 1917 года в кабинете председателя IV Государственной думы М. В. Родзянко состоялось совещание лидеров оппозиционных думских фракций, присутствовали также приглашённые на него генерал Н. В. Рузский и полковник А. М. Крымов. Переворот, согласно сделанным здесь намёткам, должен был произойти не позже апреля 1917 года (на апрель было запланировано согласованное с союзниками по Антанте наступление — которое неизбежно вызвало бы подъём патриотизма и невозможность переворота). План заговорщиков был прост (и воплотился в жизнь 1 марта): во время очередной поездки государя в Ставку в Могилёв постараться задержать царский поезд (эта задача возлагалась на главнокомандующего Северным фронтом Н. В. Рузского), а арестовав царя, заставить его отречься от престола. По данным С. П. Мельгунова, в феврале 1917 года с Родзянко встречался также и начальник штаба Верховного главнокомандующего генерал М. В. Алексеев.

### Характеристика ряда деятелей, занимавших ключевые посты непосредственно перед революцией

#### Премьер-министр Голицын
12 января 1917 года последним царским премьер-министром становится 66-летний Голицын Н. Д.. П. Н. Милюков характеризовал его словами: «полное ничтожество в политическом отношении, но лично известный императрице в роли заведующего её „комитетом помощи русским военнопленным“. Более выдающегося человека в этот решительный момент у верховной власти не нашлось». Действительно, с момента отставки с должности тульского губернатора в 1903 году князь Голицын никакой политической деятельностью вплоть до 1915 года фактически не занимался.
Сам князь Голицын, узнав от царя о своём назначении, попросился в отставку «ввиду слабого здоровья, преклонных лет и отсутствия опыта», но Николай II отставки не принял. Само назначение носило характер интриги: ещё 25 декабря 1916 года царь сообщил князю Голицыну, что его якобы вызывает императрица, однако после прибытия объявил: «Императрица занята, а я свободен, и вот, побеседуем»; после беседы он объявил, что «Я с вами хитрю. Я вас вызывал, не императрица, а я. Я долго думал, кого назначить председателем Совета министров, и мой выбор пал на вас».
С началом революции князь Голицын оказался слишком слабым политиком, чтобы справиться с кризисом: 26 февраля 1917 года он провёл частное совещание правительства на своей квартире, на котором, в соответствии с указаниями царя, было постановлено распустить Госдуму, а также ввести в Петрограде осадное положение. Однако обе эти меры реализованы на практике не были: Госдума распускаться отказалась, а постановления об объявлении осадного положения даже не удалось расклеить; по ехидному выражению Л. Д. Троцкого, «у этих властей вообще не клеилось, ибо они принадлежали к царству теней». 27 февраля отправил царю телеграмму с просьбой об отставке, а затем был арестован.

#### Министр внутренних дел Протопопов
Последним царским министром внутренних дел был назначен А. Д. Протопопов, роль которого в связи с надвигавшейся революцией стала ключевой. После назначения резко изменил свои политические взгляды, превратившись из думского «октябриста», сторонника либеральной конституционной монархии в рьяного сторонника самодержавия, противника «ответственного министерства». Новый министр прокомментировал этот лозунг как открывающий двери революции и ведущий к возможной дестабилизации, хотя и не исключал введения «ответственного министерства» после окончания войны.
Такая трансформация вызвала глухую враждебность Госдумы, в ноябре 1916 года потребовавшей его отставки. Отставки Протопопова также требуют министр иностранных дел Покровский 3 января 1917 года, председатель Госдумы Родзянко 7 января. Наконец, в конце января отставки Протопопова просил премьер-министр князь Н. Д. Голицын, а 4 февраля — Великий князь Александр Михайлович, заявивший, что «…правительство сегодня есть тот орган, который подготовляет революцию. Народ её не хочет, но правительство употребляет все возможные меры, чтобы сделать как можно больше недовольных и вполне в этом успевает».
Однако под давлением императрицы Николай II Протопопова в отставку так и не отправил. 10 ноября 1916 года царь пишет царице: «Протопопов — хороший человек, но он перескакивает с одной мысли на другую и не может решиться держаться определённого мнения… Говорят, несколько лет тому назад он был не вполне нормален после известной болезни… Рискованно оставлять министерство в руках такого человека в такие времена… Только прошу тебя, не вмешивай Нашего Друга… Ответственность несу я, и поэтому желаю быть свободным в своём выборе», на что получает ответ: «Протопопов чтит Нашего Друга [Распутина], и потому Бог будет с ним».
По свидетельству А. И. Спиридовича,

…в России не было тогда ни настоящего министра внутренних дел, ни его товарища <заместителя> по политической и полицейской части, ни настоящего директора Департамента полиции, который помогает министру видеть, знать и понимать всё совершающееся в стране. Вот что представлял собой А. Д. Протопопов как министр.

Изящный, светский, очаровательный в обращении мужчина 50 лет, А. Д. Протопопов прежде всего был не совсем здоров психически. Он был когда-то болен «дурною болезнью» и носил в себе зачатки прогрессивного паралича… он находился под большим психическим влиянием некоего хироманта и оккультиста, спирита и магнетизёра Перрэна— Спиридович А. И. Великая война и Февральская революция. Книга 3, глава 28.
Министр иностранных дел Покровский также обвинил Протопопова в сумасшествии: 9 марта (по новому стилю) он заявил, что Протопопов «ежевечерне совещается с тенью Распутина… ещё в эту ночь он провёл два часа в вызывании призрака „старца“». В пользу версии о предполагаемом сумасшествии Протопопова говорил тот факт, что после революции он действительно какое-то время содержался в лечебнице «для нервных больных».
Председатель Госдумы Родзянко также просит царя об отставке Протопопова под предлогом его «психической ненормальности», на что Николай II замечает: «Ну, наверное, он сошёл с ума после того, как я назначил его министром». Конфликт вокруг Протопопова вызывает у самого царя недоумение: 30 декабря 1916 года он заявляет британскому послу, что «избрал господина Протопопова из рядов Думы с целью быть с ней в согласии», а впоследствии замечает: «Чего ещё они от меня хотят? Я взял товарища председателя Государственной думы… Раз он был ими избран, значит, Дума ему доверяла и ценила его. Иностранная пресса в течение его поездки с Милюковым и другими думскими выдвигала его преимущественно. Союзники от него в восторге… Кого мне было ещё искать? Они не знают сами, чего хотят!». Между тем, неприязнь Думы к Протопопову доходит до того, что когда тот позвонил Родзянко сообщить о своём официальном назначении, Родзянко отказался с ним разговаривать, а в январе 1917 года Родзянко демонстративно отказался пожать руку Протопопову.
Начальник Петроградского охранного отделения генерал К. И. Глобачёв характеризовал Протопопова как ставленника Распутина и описывает его следующим образом:

Назначение Александра Дмитриевича Протопопова подготавливалось довольно долго Распутиным и его кругами. Протопопов имел постоянные личные свидания с Распутиным у бурятского врача Бадмаева, с которым был давно знаком и у которого он лечился. Здесь же бывали постоянно: Павел Григорьевич Курлов — будущий ближайший советник Протопопова — и Алексей Тихонович Васильев — будущий директор Департамента полиции. Кандидатура Протопопова была приемлема для государя вполне. Протопопов был представителем общественности как товарищ председателя Государственной думы, и о нём были даны самые лучшие отзывы английским королём за время его пребывания членом русской делегации, командированной перед тем в Англию. Таким образом, казалось бы, назначение Протопопова должно было всех удовлетворить. Между тем получилось совершенно обратное. Государственная дума и Прогрессивный блок усмотрели в принятии Протопоповым министерского портфеля ренегатство и простить ему этого не могли. С первого же дня вступления в должность Протопопова Государственная дума повела с ним жестокую борьбу. К тому же Протопопов стал делать очень много крупных ошибок, благодаря своей неопытности и незнакомству с управлением таким крупным ведомством.
…
Ему, очевидно, удалось уловить тот психологический нерв, если можно так выразиться, который привязывал Императора к Распутину. После смерти последнего, мне думается, что Протопопов постепенно стал заменять его и пользовался таким же беспредельным доверием Государыни, как раньше Распутин. Этим только возможно объяснить то обстоятельство, что несмотря на ожесточенную борьбу Государственной думы с правительством из-за Протопопова, он не сменялся до самого конца…
В деловом отношении Протопопов был полнейшим невеждой; он плохо понимал, не хотел понять и все перепутывал.
— 
Протопопов не смог предвидеть массового восстания запасных батальонов Петроградского гарнизона. По плану подавления предполагаемых беспорядков он рассчитывал на лояльность учебных команд этих запасных батальонов. Когда царь за два дня до начала событий отбыл из столицы в Ставку, Протопопов заверил его, что ситуация в Петрограде полностью под его контролем.
Также Протопопов проигнорировал имевшиеся у него донесения о заговоре Гучкова, ограничившись арестом Рабочей группы ЦВПК.
С началом революции Протопопов первые два дня пытался с ней бороться, однако вскоре осознал всю серьёзность ситуации и впал в панику. На последнем совещании царского правительства 27 февраля министры решили отправить его в отставку как вызывающего особенно сильное раздражение Думы. 28 февраля явился к Таврическому дворцу и был арестован.

#### Командующий Петроградским военным округом генерал Хабалов
Генерал С. С. Хабалов был переведён в Петроград с Урала 13 июня 1916 года. В середине 1916 года для борьбы с надвигавшимися беспорядками царское правительство выделило Петроградский военный округ из состава Северного фронта. Таким образом, роль генерала Хабалова также стала ключевой.
Между тем, он был переведён в Петроград из спокойной Уральской области, где пробыл всю войну. В бурной жизни Петрограда он разбирался поверхностно; современники говорят о нём как о человеке «не боевом». Начальник Петроградского охранного отделения Глобачёв характеризует генерала Хабалова следующим образом:

Главнокомандующий войсками Петроградского военного округа генерал-лейтенант Хабалов, прекрасный преподаватель и педагог, прошедший всю свою службу в военно-учебном ведомстве, совсем не был ни строевым начальником, ни опытным администратором. Он не мог, несмотря на неоднократные совещания и полные информации текущего момента, оценить обстановку и принять правильные решения, имея в виду тот ненадёжный материал, который у него был в виде запасных частей, которые к тому же 1 марта должны были выступить на фронт, чего совершенно не желали. Наконец, он не мог личным примером увлечь даже более стойкие войсковые части к исполнению долга и подавлению беспорядков.
А. И. Спиридович так характеризовал генерала Хабалова:

Хабалова Протопопов расхваливал Их Величествам как энергичного человека, что совершенно не соответствовало истине. То был довольно старый, не разбиравшийся в политике генерал солдатского типа, когда-то отличный начальник Павловского военного училища, но теперь человек усталый. Боевая работа ему была уже не по плечу, а пост ему вверили боевой. Хабалов и начал вырабатывать с градоначальником Балком (человеком тоже новым для Петрограда) план военной охраны Петрограда на случай беспорядков.
С началом революции генерал Хабалов, получив телеграмму царя с приказом прекратить беспорядки в столице, пытается выполнить его, однако борьба с кризисом для него также становится сложной задачей: 27 февраля в 19—29 военный министр Беляев сообщает Ставке, что генерал Хабалов проявляет «растерянность».

#### Начальник Петроградского охранного отделения Глобачёв
Генерал К. И. Глобачёв был опытным полицейским администратором, роль которого в связи с надвигавшейся революцией также стала ключевой. Оставленные им воспоминания показывают глубокий и трезвый анализ революционной ситуации в Петрограде. Глобачёв доложил министру внутренних дел Протопопову о заговоре Гучкова, а также о предполагаемом заговоре Рабочей группы Центрального военно-промышленного комитета, требовал арестовать большевиков, меньшевиков и анархистов. Протопопов провёл аресты большевиков, арестовал Рабочую группу, однако арестовать Гучкова так и не решился. Так же безуспешно Глобачёв пытался обратить внимание военного командования на ненадёжность Петроградского гарнизона; ещё летом 1916 года он требовал вывести из Петрограда все запасные батальоны как «неблагонадёжные» и «распропагандированные». Кроме того, ещё 27 января 1916 года в Департамент полиции поступил подробный аналитический отчёт «О причинах дороговизны и мерах, направленных на борьбу с ней», однако никаких последствий он не имел.
5 (18) января 1917 года Глобачёв доложил, что «настроение в столице носит исключительно тревожный характер», 9 января отметил «общую распропагандированность пролетариата», 19 января (1 февраля) 1917 года получил подробный агентурный доклад о том, что «население открыто (на улицах, в трамваях, в театрах, в магазинах и пр.) критикует в недопустимом по резкости тоне все правительственные мероприятия… озлобление обывателя дороговизной требует <кровавых гекатомб из трупов министров, генералов>, а в семьях, затронутых политикой, <свободно рождаются речи опасного характера, затрагивающие даже священную особу государя императора>…»; Глобачёв препроводил эту записку в Департамент полиции.
26 января (8 февраля) 1917 года представил директору Департамента полиции подробный доклад о рвущейся к власти либеральной оппозиции. Вскрыл предполагаемые планы Рабочей группы Центрального военно-промышленного комитета спровоцировать Госдуму на захват власти 14 (27) февраля 1917 года .
По оценке А. И. Спиридовича, Глобачёв осознавал, что «на них надвигается революция», но «не мог повлиять на министра и заставить его действовать». С началом революции не смог никак ей противостоять, так как силы, находившиеся в его распоряжении, были слишком малыми для этого. После разгрома Охранного отделения революционной толпой бежал в Царское Село, которое, как он безуспешно надеялся, могло бы стать центром монархического сопротивления.
Сам Глобачёв описывает своё взаимодействие с министром внутренних дел Протопоповым следующим образом:

… 9 января 1917 г. я докладывал Протопопову … о том, как прошёл день 9 января — годовщина событий 1905 года. Мною было доложено, что в этот день в Петрограде забастовало до 200 тыс. рабочих и что Охранным отделением были ликвидированы три подпольные организации, взяты три нелегальные типографии и много печатного нелегального материала. Протопопов тут же при мне позвонил по телефону к председателю Совета министров кн. Голицыну и доложил: <День 9 января прошёл благополучно, забастовок не было — так, какие-то пустяки; мы арестовали три боевые дружины с большим материалом>.
Письменных докладов Охранного отделения и Департамента полиции, которые поступали к министру ежедневно, Протопопов не читал, в чём я имел случай убедиться, когда однажды в моём присутствии он позвал секретаря и приказал подать все доклады мои и директора Департамента полиции за последнюю неделю, сделал на одном из них надпись на английском языке на имя императрицы и запечатал лично всю эту кучу докладов в пакет, заадресовал на имя Государыни и приказал срочно с курьером отправить в Царское Село. Если принять во внимание, что Протопопов не мог повторить правильно мой доклад Голицыну, как это привёл выше, то, пожалуй, и лучше, что он не делал лично докладов Императрице о политическом положении, а просто предоставлял ей самой разбираться во всём этом письменном материале. Находила ли время и интерес Государыня читать всё то, что посылал ей Протопопов, я не знаю. Впоследствии, в 1919 г., имел возможность убедиться из рассказов одной приближённой к Государыне фрейлины, что Протопопов ничего не докладывал Государыне о серьёзном политическом положении в России, а в частности в Петрограде, и она считала до самого переворота, что всё обстоит благополучно.
Дать решительные указания по тому или иному вопросу Протопопов не мог, и когда таковое настойчиво от него требовалось, то он прибегал к коллегиальному решению безответственных своих советчиков. Так, когда стала очевидной настоятельная необходимость арестовать Рабочую группу ЦВПК, Протопопов никак не мог решиться дать свою санкцию, ссылаясь на то недовольство, которое будет вызвано у общественности (он не хотел понять того, что общественность давно с ним не считается), и на то, что Рабочая группа как выборная, по его мнению, пользуется правом неприкосновенности. Когда я ему доказал, что он неправ, то он всё-таки взять на себя этого не решился и экстренно созвал частное совещание, где председательствовал Курлов (лицо безответственное). Совещание решило немедленно ликвидировать Рабочую группу, и Протопопов с тяжестью в душе должен был санкционировать это решение.

Когда Рабочая группа ЦВПК была арестована, когда материал, обнаруженный следствием, ясно указывал на серьёзную подготовку к перевороту и руководство им лицами, пользующимися правом иммунитета, то есть членами Государственной думы, тогда назрел вопрос о немедленной ликвидации революционного центра, но на это Протопопов, несмотря на все представленные ему доводы, не пошёл. Агентурой Охранного отделения в то же время был выяснен полный список членов уже заранее намеченного будущего Временного правительства. Этот список был представлен мною министру с ходатайством о немедленной ликвидации этой группы также, но Протопопов ограничился только тем, что сказал: <Это очень важно>. Последнее время, когда уже надвигающаяся катастрофа была близка, Протопопов почти все вопросы передавал на решение главнокомандующего Петроградским военным округом генерала Хабалова, а этот последний также никаких решительных мер не принимал, боясь опять-таки пресловутой общественности.

#### Военный министр Беляев
Последний царский министр М. А. Беляев был назначен Николаем II под давлением императрицы. В 1893 году окончил академию Генштаба и, начиная с этого времени, служил только на штабных должностях, за исключением перерыва с 11 мая по 9 октября 1902 года, имел среди современников прозвище «мёртвая голова».
Генерал Беляев также оказался неподходящим человеком для такого кризиса, как Февральская революция; с началом беспорядков он не решался применить силу, заявив генералу Хабалову, что «ужасное впечатление произведёт на наших союзников, когда разойдётся толпа и на Невском будут трупы».
Сам царь объяснил подобное назначение тем, что предыдущий военный министр не говорил по-французски, а Беляев «вёл за границей целый ряд переговоров».

## Нарастающее давление на Николая II
5 (18) января 1917 года последний царский премьер-министр Н. Д. Голицын доложил Николаю II, что в Москве уже открыто говорят о новом царе, на что император отвечает: «Мы с императрицей знаем, что все в руках Божиих. Да будет воля Его».
В тот же день Охранное отделение подаёт доклад, в котором заявляет, что «Настроение в столице носит исключительно тревожный характер. Циркулируют в обществе самые дикие слухи как о намерениях правительственной власти, в смысле принятия различного рода реакционных мер, так равно и о предположениях враждебных этой власти групп и слоёв населения, в смысле возможных и вероятных революционных начинаний и эксцессов. Все ждут каких-то исключительных событий и выступлений как с той, так и с другой стороны. Одинаково серьёзно и с тревогой ожидают как разных революционных вспышек, так равно и несомненного якобы в ближайшем будущем „дворцового переворота“, провозвестником коего, по общему убеждению, явился акт в отношении „пресловутого старца“». Далее доклад сообщает о вероятных студенческих беспорядках, к которым могут примкнуть рабочие.
12 января британский посол Д. Бьюкенен во время аудиенции посоветовал царю назначить премьер-министром «кого-нибудь, кто пользуется доверием народа». Царь ответил: «Так вы думаете, что Я должен приобрести доверие своего народа, или что он должен приобрести МОЁ доверие?». После этого министр финансов Барк спросил посла, что он такого сказал императору, «так как никогда не видел его столь нервным и взволнованным», а Великий князь Сергей Михайлович заявил Бьюкенену, что «если бы он был русским подданным, то был бы сослан в Сибирь».
Сам Д. Бьюкенен в своих мемуарах отмечал:
Революция носилась в воздухе, и единственный спорный вопрос заключался в том, придёт ли она сверху или снизу. Дворцовый переворот обсуждался открыто, и за обедом в посольстве один из моих русских друзей, занимавший высокое положение в правительстве, сообщил мне, что вопрос заключается лишь в том, будут ли убиты и император и императрица или только последняя; с другой стороны, народное восстание, вызванное всеобщим недостатком продовольствия, могло вспыхнуть ежеминутно.
Ещё с началом войны среди мобилизованных в армию крестьян распространялись слухи, что после войны они получат землю — по аналогии с освобождением от крепостной зависимости крестьянских ополченцев в 1812 году. В январе 1917 министр внутренних дел Протопопов обращается к Николаю II с предложением наделить крестьян землёй за государственный счёт. Царь одобряет разработку этого проекта, в порядке эксперимента — в трёх прибалтийских губерниях.
15 (28) января правые консерваторы, организовавшиеся вокруг Римского-Корсакова А. А. в «кружок Римского-Корсакова», подали Николаю II «Сводку общих положений и пожеланий» («записка Римского-Корсакова»), требующую ряд крайне жёстких мер: «введение в столицах военного положения, а если потребуется — и осадного, вплоть до военных судов», милитаризация оборонных заводов, закрытие левых революционных газет, преобразование «Московских ведомостей» в «большую правую газету» и т. д.. Записка указывала на опасность левого поворота: «…затем наступила бы революционная толпа, коммуна, гибель династии, погромы имущественных классов и, наконец, мужик-разбойник», и отстаивала необходимость самодержавия по формуле «народу мнение, а царю решение». Николай II проигнорировал эти требования.
26 января (8 февраля) начальник петроградского Охранного отделения К. И. Глобачёв докладывал о предполагаемой революции, которая должна была свершиться 14 (27) февраля, в день открытия Госдумы. Основным двигателем предполагаемых событий должна была стать Рабочая группа, «отколовшаяся от руководящих кругов социалистического старого Интернационала». По докладу министра внутренних дел Протопопова, эта организация напоминала «организацию Хрусталева-Носаря 1905 года» (видимо, имелся в виду Петербургский совет рабочих депутатов 1905 года). Во главе второй группы, согласно этому докладу, находились А. И. Гучков, князь Г. Е. Львов и ряд других либералов, которые надеялись, по утверждению Глобачёва, на «неизбежный в самом ближайшем будущем дворцовый переворот, поддержанный всего-навсего одной, двумя сочувствующими воинскими частями».
27 января (9 февраля) Рабочая группа Центрального Военно-промышленного комитета была арестована. Высказывается предложение арестовать Гучкова на тайном собрании представителей Госдумы, Московского и Центрального военно-промышленных комитетов, Госсовета и Земского и городского союзов, осудивших арест Рабочей группы. Однако царь высказывается против ареста, а Протопопов отмечает, что арест «лишь поднял бы популярность» Гучкова.
5 (18) февраля Охранное отделение подаёт подробный доклад «О положении продовольственного дела в столице», в котором отмечает, что «С каждым днем продовольственный вопрос становится острее, заставляет обывателя ругать всех лиц, так или иначе имеющих касательство к продовольствию, самыми нецензурными выражениями…Новый взрыв недовольства охватил даже консервативные слои чиновничества».
9 (22) февраля царь согласовывает текст предполагаемого манифеста о роспуске Думы, который перед отъездом в Ставку передаёт премьер-министру князю Голицыну вместе с соответствующими полномочиями («держите у себя, а когда нужно будет, используйте»).
А. И. Спиридович так описывал атмосферу в Петрограде 20 февраля (7 марта):

Повидав кое-кого из Охранного отделения, понял, что они смотрели на положение дел безнадёжно. Надвигается катастрофа, а министр, видимо, не понимает обстановки, и должные меры не принимаются. Будет беда. Убийство Распутина положило начало какому-то хаосу, какой-то анархии. Все ждут какого-то переворота. Кто его сделает, где, как, когда — никто ничего не знает. А все говорят и все ждут. Попав же на квартиру одного приятеля, серьёзного информатора, знающего всё и вся, соприкасающегося и с политическими общественными кругами, и с прессой и миром охраны, получил как бы синтез об общем натиске на правительство, на Верховную Власть. Царицу ненавидят, Государя больше не хотят.
За пять месяцев моего отсутствия как бы всё переродилось. Об уходе Государя говорили как бы о смене неугодного министра. О том, что скоро убьют Царицу и А. А. Вырубову, говорили так же просто, как о какой-то госпитальной операции. Называли офицеров, которые якобы готовы на выступление, называли некоторые полки, говорили о заговоре Великих Князей, чуть не все называли В. К. Михаила Александровича будущим Регентом.

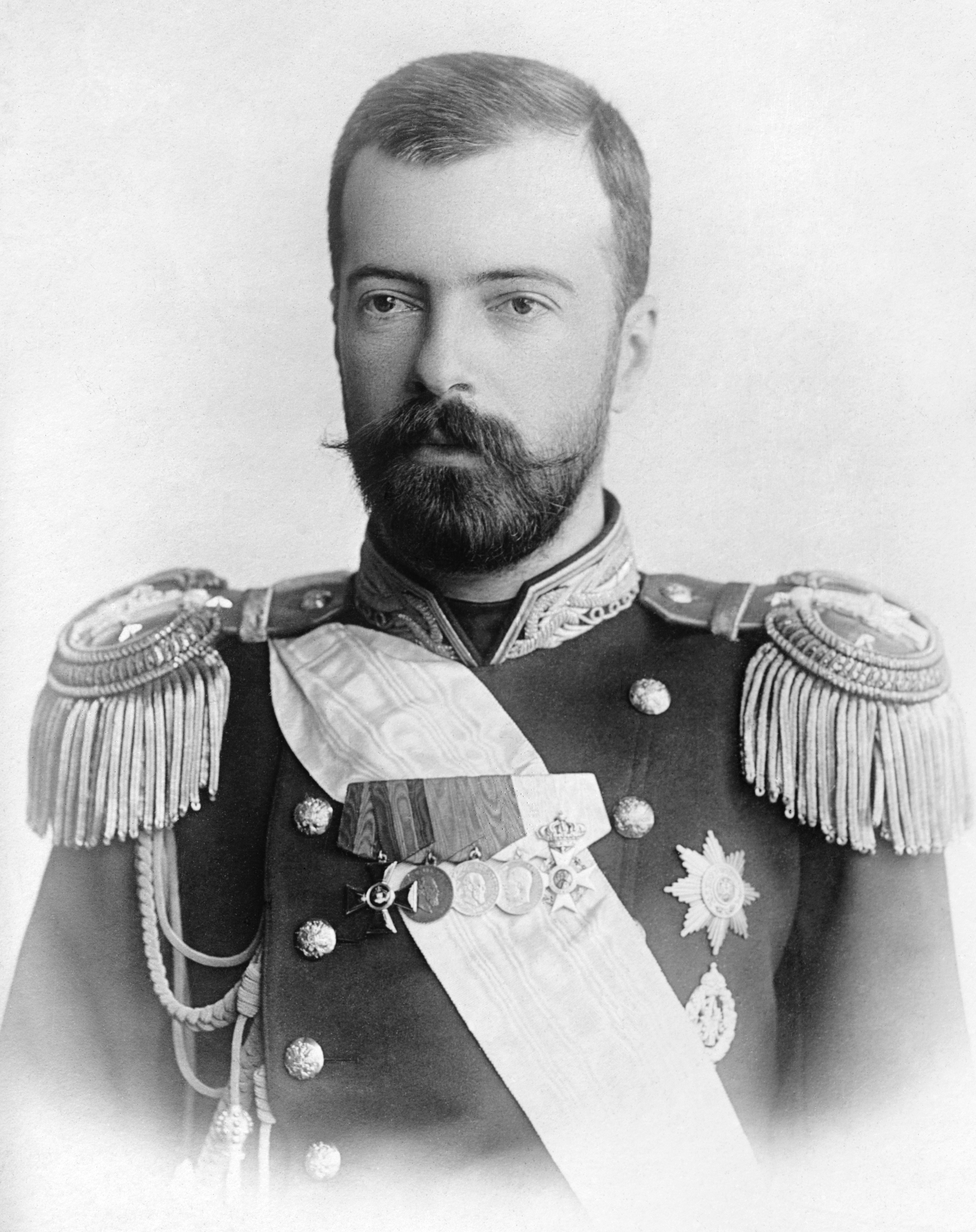
Великий князь Александр Михайлович

По свидетельству великого князя Александра Михайловича,

Мне приходилось по моей должности часто бывать в Петербурге, и я каждый раз возвращался на фронт с подорванными моральными силами и отравленным слухами умом. «Правда ли, что Царь запил?» «А вы слышали, что Государя пользует какой-то бурят, и он прописал ему монгольское лекарство, которое разрушает мозг?» «Известно ли вам, что Штюрмер, которого поставили во главе нашего правительства, регулярно общается с германскими агентами в Стокгольме?» «А вам рассказали о последней выходке Распутина?» …Я горел желанием отправиться в Ставку и заставить Ники тем или иным способом встряхнуться. Если Государь сам не мог восстановить порядка в тылу, он должен был поручить это какому-нибудь надёжному человеку с диктаторскими полномочиями. 

## Внутренние проблемы других воюющих стран до и после Февральской революции в России
Сравнивая Россию с другими воюющими странами, историк, д.и.н. С. В. Волков пишет, что нагрузка на экономику России была ниже, чем в иных странах, как в лагере союзников, так и у её противников; что объективных предпосылок для революции не было, что военное положение России в канун революции не давало повода для беспокойства, а, сравнивая нагрузку на людские ресурсы стран-участниц Первой мировой войны, он приводил такие цифры:

Доля мобилизованных в России была наименьшей — всего лишь 39 % от всех мужчин в возрасте 15-49 лет, тогда как в Германии — 81 %, в Австро-Венгрии — 74 %, во Франции — 79 %, Англии — 50 %, Италии — 72 %. При этом на каждую тысячу мобилизованных в России приходилось убитых и умерших 115, тогда как у Германии — 154, Австрии — 122, Франции — 168, Англии — 125 и т. д.), на каждую тысячу мужчин в возрасте 15-49 лет Россия потеряла 45 чел., Германия — 125, Австрия — 90, Франция — 133, Англия — 62; наконец, на каждую тысячу всех жителей Россия потеряла 11 чел., Германия — 31, Австрия — 18, Франция — 34, Англия — 16. Добавим ещё, что едва ли не единственная из воевавших стран, Россия не испытывала никаких проблем с продовольствием. Германский немыслимого состава «военный хлеб» образца 1917 г. в России и присниться бы никому не мог.

Рассматривая причины революции 1917 года, один из очевидцев и участников событий, И. И. Петрункевич, один из виднейших деятелей земского движения, член партии кадетов, депутат I Думы, в «Архиве Русской революции» И. В. Гессена (Берлин) (1934), в XXI томе, в частности обращал внимание, что: «…Правительство издавна усвоило взгляд на грамотность народа как на опасность для спокойствия и целости государства. Что же удивительного, что спустя полвека в русском народе не оказалось чувства патриотизма, сознания единства народа русского, единства русского государства; что своей родиной народ считал свое село и в лучшем случае — губернию; что все прошлое великого народа, вся его история осталась для него книгой, запечатанной семью печатями. И государство русское, строившееся неизмеримыми жертвами в течение десяти веков, развалилось как карточный домик, развалилось не от вражеского удара, а от собственного безумия, от самоистребления людей и всех ценностей материальных и моральных, накопленных сорока поколениями предков, трудом их и лишениями. Чтобы народ знал, ценил и любил свое отечество, нужно, чтобы он знал свое прошлое, свою славу и свои несчастья; нужно, чтобы он знал свое отечество, не странствуя по тюрьмам и пересыльным этапам, а живым образом, участвуя в делах своего отечества, в делах государственных, как и в местных; нужно, чтобы народ привык не отделять себя от отечества и чтобы каждый чувствовал свою великую ответственность за общее благополучие.
Тогда и Россия проявила бы не меньше Бельгии и Франции патриотизма в борьбе с немцами и не опозорила бы себя Брест-Литовским миром и изменой.»

### Великобритания
До Февральской революции:
Лидеры Лейбористской партии и тред-юнионов в самом начале войны заключили с предпринимателями «перемирие в промышленности», однако уже весной 1915 года начался подъём рабочего движения, нараставший до конца войны. В феврале 1915 года произошли крупные стачки в машиностроительной и судостроительной промышленности бассейна реки Клайд в Шотландии. В июле того же года в течение недели бастовали 200 тыс. горняков Южного Уэльса. На контролируемых государством предприятиях стачки строжайше запрещались; вводился принудительный арбитраж по трудовым конфликтам. Тем не менее стачки продолжились и в 1916 года, — рабочие требовали государственного контроля над продовольственным снабжением, национализации крупной промышленности и транспорта.
Особенно острые события отмечены в Ирландии: 24—30 апреля 1916 года («Пасхальное восстание») произошло восстание под лозунгами за независимость Ирландии и против тягот войны. Согласно БСЭ, наиболее активную роль в восстании сыграли ирландские рабочие и их вооружённая организация — Ирландская гражданская армия, возглавлявшаяся Дж. Конноли. Основной ареной восстания был Дублин, где 24 апреля повстанцы провозгласили Ирландскую республику и сформировали Временное правительство. Локальные вспышки произошли также в Дублинском и соседних с ним графствах. После 6-дневных боев восстание было подавлено 20-тысячным английским корпусом с исключительной жестокостью: расстреляны почти все лидеры восстания, в том числе тяжелораненый Конноли; рядовые участники подверглись массовой высылке из страны.
На Западном фронте так называемые «Рождественские братания» начались уже в 1914 году, после двухдневного перемирия (для захоронения трупов), и продлились неделю, причём английские и немецкие солдаты играли в футбол и вместе пели рождественские песнопения. Для прекращения братания английскому командованию пришлось заменить командира дивизии и расстрелять нескольких младших офицеров.
Несмотря на то, что в Англии в годы войны наблюдался некоторый рост сельского хозяйства, его продукция покрывала лишь меньшую долю потребности страны, импорт же продуктов питания значительно сократился. Вследствие этого в стране остро ощущался недостаток продовольствия. Уже 5 августа 1914 года был создан продовольственный комитет, который устанавливал твердые цены и собирал данные о запасах продуктов питания.
В 1916 году вследствие неурожая в Америке и потопления огромного количества английских судов германскими подводными лодками ввоз продовольствия заметно уменьшился, что обострило снабжение Англии хлебом. В январе 1917 года был установлен контроль над торговлей кукурузой, а в дальнейшем и над другими зерновыми продуктами. Вместе с тем было ограничено и взято под контроль потребление мяса трудовым населением.
После Февральской революции:
Весной 1917 года в Англии поднялась новая волна стачек. Их центром стал промышленный район Ланкашира, где в конце апреля 1917 года разразилась огромная забастовка, вскоре охватившая около 250 тыс. рабочих машиностроительной промышленности в 48 городах. Волна стачек вызвала сильную тревогу в правящих кругах, и правительству пришлось принять ряд мер. В этих манёврах особое место занял план мероприятий, разработанный правительственной комиссией во главе с либералом Уитли. Он сулил рабочим контроль над производством в виде создания промышленных советов из представителей предпринимателей и рабочих, которые занимались бы улаживанием конфликтов, решением вопросов заработной платы и т. п. Вскоре правительство развернуло пропаганду «плана Уитли» в печати и при поддержке тред-юнионов начало осенью 1917 г. его осуществлять.

### Франция
До Февральской революции:
Захваченная немцами территория давала накануне войны 75 % продукции каменного угля и кокса, 84 % чугуна, 63 % стали, 60 % продукции металлообрабатывающей промышленности и т. д. Во время войны было разрушено 3256 французских городов и селений, около 8 тыс. километров железных дорог. В армию было призвано свыше 60 % мужской части сельского населения и около половины рабочих. Затем, когда правительству пришлось спешно развёртывать военную промышленность, часть мобилизованных рабочих была возвращена на заводы. Эти рабочие рассматривались как военнослужащие, «откомандированные на заводы», и на них распространялась военная дисциплина. При малейших признаках недовольства и неповиновения рабочие посылались на фронт.
Тем не менее стачечное движение охватило в 1915—1916 годах железнодорожников, швейников, трамвайщиков, горняков, банковских служащих. В 1916 г. число стачек увеличилось более чем втрое по сравнению с 1915 г. Правительство ввело на предприятиях оборонной промышленности обязательный арбитраж, лишивший рабочих права на стачку, и создало институт «делегатов от мастерских», который должен был способствовать сотрудничеству рабочих и предпринимателей. Но в начале 1917 года стачечное движение достигло ещё большего размаха. Известно также о бунтах призывников на призывных пунктах. В связи с повышением цен на продукты питания в 1915 и 1916 годах были изданы законы, которые уполномочили французское правительство таксировать определённое число предметов первой необходимости и производить реквизицию зерна и муки. Карточная система на ряд продуктов питания была введена уже в 1915 году.
После Февральской революции
Во Франции весной и летом 1917 года также наблюдался значительный подъём стачечного движения. В мае бастовало больше рабочих, чем за все предыдущие 33 месяца войны, вместе взятые, а в июне количество забастовщиков увеличилось вдвое по сравнению с маем. Забастовки охватили свыше полутора тысяч предприятий текстильной промышленности, а также немало кожевенных и других предприятий. Рабочие требовали увеличения заработной платы, сокращения рабочего дня, гарантированного отдыха в воскресенье. Весьма активную роль в этих стачках играли работницы, добивавшиеся 8-часового рабочего дня, одинаковой заработной платы и одинаковых прав с рабочими-мужчинами.
Впервые с начала войны французские рабочие провели в 1917 году первомайскую забастовку, которая охватила Париж и почти все промышленные центры страны. В забастовке участвовали многие тысячи рабочих военных заводов. На митингах выдвигались лозунги прекращения войны, быстрейшего заключения демократического мира. В июне в Париже и провинции проходили антивоенные демонстрации рабочих и работниц, нередко сопровождавшиеся ожесточенными уличными схватками с полицейскими; для подавления демонстраций правительство использовало и колониальные войска.
Посевная площадь зерновых культур в стране неуклонно сокращалась, достигнув к 1917 году всего 67 % довоенной площади, а сбор важнейших продовольственных культур составил от двух третей до половины довоенного. В 1917 году государство объявило монополию на хлебопродукты, а закупку и распределение их возложило на созданное при министерстве продовольствия центральное хлебное бюро. Кроме того, в дополнение к введённой ранее карточной системе, Франция прибегла к сокращению потребления продуктов трудящимися, ограничив потребление мяса путём установления постных дней (три дня в неделю).
Значительно усилилась среди солдат-фронтовиков ненависть к правящим верхам. После провала апрельского (1917) наступления генерала Нивеля армию охватило революционное брожение. Оно продолжалось до конца июня и распространилось, по официальным данным, на 75 пехотных полков, 23 стрелковых батальона и 12 артиллерийских полков. Солдаты отказывались идти в окопы, устраивали митинги, предъявляли правительству революционные требования. В документе, который суммировал эти требования и обошёл всю армию под названием «10 заповедей французского солдата», один из пунктов гласил: «Кончить войну до зимы. Немедленный мир без аннексий и контрибуций… Отправка на фронт депутатов, сенаторов и журналистов, проповедующих войну до победного конца». В некоторых случаях солдаты оказывали неповиновение начальству. Так, 700 солдат 298-го полка организовали военный лагерь, которым руководил командир, избранный солдатами из своей среды. Два полка в Суассоне, узнав о расправе колониальных войск над вышедшими на демонстрацию парижскими работницами, захватили стоявшие на железнодорожной станции поездные составы и отправились в них к столице, но были задержаны в пути. 29 мая несколько полков в полном боевом вооружении отправились из этого же района в Париж походным маршем; один из них приблизился к столице и вел ночной бой с кавалерийскими частями.
Французское правительство сумело вывести страну из кризиса летом-осенью 1917 года Фронт и тыл с помощью полицейских мер были разъединены, а восставшие полки беспощадно усмирены вооружённой силой. Мятежных солдат предали военно-полевым судам, которые вынесли сотни смертных приговоров. Под видом массовых отпусков командование удалило с фронта десятки тысяч «неблагонадежных» солдат. В то же время материально-бытовые условия солдат и их семей были несколько улучшены. Правительство демобилизовало запасных старших возрастов. Нивеля и некоторых других непопулярных генералов сместили. Метод «кнута и пряника» применялся правящими кругами и в борьбе с рабочим движением. На рабочие организации и на пацифистов обрушился град репрессий. Усилилась милитаризация труда. Вместе с тем в швейной промышленности была введена сокращенная рабочая неделя (пять с половиной дней); работницы и низкооплачиваемые категории рабочих получили прибавку к заработной плате.

### Германия
До Февральской революции:
В феврале 1915 года была введена хлебная норма (225 г муки в день на человека) и в течение 1916 г. — карточки на масло, жиры, мясные продукты, картофель, на покупку одежды. Была установлена обязательная сдача крестьянами всего урожая, за исключением строго ограниченной нормы личного потребления (продразвёрстка). Однако она распространялась лишь на мелких производителей и не устраняла спекуляцию хлебом, а наоборот, способствовала её росту. Осенью 1916 г. урожай картофеля снизился вдвое по сравнению с предыдущим годом. Картофель стали заменять брюквой, ставшей едва ли не единственным доступным продуктом питания трудящихся; голодную зиму 1916/1917 немецкий народ прозвал «брюквенной зимой». На фронте и в тылу росли антивоенные настроения. Уже в декабре 1914 года были случаи стихийных братаний немецких солдат с французскими и английскими солдатами (так называемое Рождественское перемирие). В 1915 году участились стачки, возникали демонстрации рабочих.
После Февральской революции в России:
Весной 1917 года хлебный паек был снижен до 170 г муки в день, или 1600 г печёного хлеба в неделю. Потребление мяса и жиров сократилось до одной пятой довоенного. В 1917 г. забастовки проходили уже во всех городах и промышленных Германии. 16 апреля 1917 г. в Берлине забастовали металлисты, работавшие в военной промышленности. Стачка приобрела политический характер и распространилась на всю страну. Берлинские металлисты провозгласили солидарность с русской революцией. В Лейпциге бастующие металлисты также выдвинули ряд политических требований: отмены осадного положения и законов о принудительном труде, освобождения политических заключённых, введения всеобщего избирательного права; они требовали также, чтобы правительство заявило о готовности немедленно заключить мир без аннексий. «Спартаковцы» призывали рабочих всех профессий создавать по русскому примеру Советы рабочих депутатов. Первые Советы в Германии возникли на предприятиях в ходе апрельской стачки. Правительство подавило апрельскую стачку. Однако в июне произошли новые крупные стачки, сопровождавшиеся демонстрациями в Кёльне, Гамбурге, Дюссельдорфе и других городах.
Всего в 1917 г. число забастовок в Германии увеличилось по сравнению с первыми годами войны вдвое, а число бастующих — вчетверо. Пример русских рабочих и солдат усилил брожение в германской армии. На Восточном фронте участились случаи братания немецких солдат с русскими. 1 мая 1917 года тысячи немецких солдат устраивали вместе с русскими солдатами собрания и митинги, требуя мира. В германской армии на Западном фронте также множились случаи нарушения воинской дисциплины. Особенно серьёзными были события в германском военном флоте. Тайная революционная организация моряков, имевшая свой центр на линейном корабле «Фридрих Великий», насчитывала к началу августа около 4 тыс. членов. Её руководитель матрос Рейхпич подготавливал создание во флоте «матросских советов по русскому образцу». Среди рабочих на верфях и среди матросов распространялись листовки, призывавшие поддержать русскую революцию революцией в Германии. «Победоносная русская революция в союзе с победоносной германской революцией будут непобедимы», — говорилось в одной из таких листовок.
Апогеем этих событий стала Ноябрьская революция, которая привела к свержению монархии в Германии.

### Австро-Венгрия
До Февральской революции:
В городах и промышленных районах Австрии на втором и третьем годах войны воцарился настоящий голод. Голодала и сельская беднота. Серьёзным источником бедствий народа была инфляция. Уже в 1916 году стоимость австрийской кроны составляла лишь 51 % довоенной. Золотое обеспечение валюты уменьшилось в 47 раз — больше, чем в какой-либо другой воюющей стране. Установленный с первых дней войны режим военной диктатуры направлялся на подавление антивоенных настроений в стране и был особенно заострён против славянских народов Австро-Венгрии. Общеавстрийский парламент — рейхсрат — в течение первых двух лет войны не созывался.
После Февральской революции:
После получения известия о русской революции произошли бурные уличные митинги и антивоенные манифестации. На предприятиях Вены начались забастовки. Усилилось разложение австро-венгерской армии. Министр иностранных дел Чернин в записке императору признал, что «дальше нести военные тяготы невозможно». Замешательство в правящих кругах было настолько значительным, что правительство даже объявило 1 мая нерабочим днем. Число стачек в Австрии (без Галиции и Буковины) увеличилось в 1917 году по сравнению с 1916 втрое, а число бастующих — в 11 раз. В мае 1917 года бастовало большинство рабочих на военных предприятиях Вены и Будапешта. Крупные забастовки вспыхнули летом 1917 г. в промышленных районах Чехии. В Брно произошло восстание, в течение нескольких дней на улицах города шла вооружённая борьба.
Нарастание внутренних социальных противоречий и экономический кризис привели к распаду Австро-Венгерской империи в 1918 г.

### США (Северо-Американские Соединённые Штаты)
В 1915 году, а особенно в 1916 в Соединённых Штатах увеличилось число забастовок на самых различных предприятиях. За эти два года было зарегистрировано около 5 тыс. забастовок с 2 млн участников. Забастовщики требовали 8-часового рабочего дня и повышения заработной платы. Правительству приходилось считаться со сложившейся в стране политической обстановкой и проводить подготовку к вступлению в войну с большей осторожностью. Считаясь с тем, что в массах были сильны антивоенные настроения, руководство Демократической партии в 1916 году выдвинуло кандидатуру Вильсона под лозунгом: «Он спас нас от войны!». В ноябре Вильсон был вторично избран президентом; правительство, получив мандат на дальнейшее управление страной, продолжало энергично проводить политику милитаризации страны. Вильсон хотел сохранить вид человека, которому война навязывается против его желания. Германское правительство, объявив с 1 февраля 1917 года беспощадную подводную войну, облегчило Вильсону его задачу. Неумелые действия германской дипломатии также помогли Вильсону. 16 января министр иностранных дел Германии Циммерман поручил посланнику в Мексике предложить мексиканскому правительству союз для совместного нападения на Соединённые Штаты. Английская разведка расшифровала эту телеграмму. Опубликование в конце февраля в Вашингтоне текста телеграммы Циммермана подогрело воинственные настроения в стране. В итоге, объявив 6 апреля 1917 года войну Германии, правительство Вильсона изобразило дело так, будто это было ему навязано общественным мнением страны.